# Макогонов, Владимир Андреевич
Влади́мир Андре́евич Макого́нов (27 августа 1904, Нахичевань, Эриванская губерния, Российская империя — 2 января 1993, Баку, Азербайджан) — советский шахматист, почётный гроссмейстер (1987).

## Биография
Мастер спорта СССР с 1927 г., международный мастер с 1950 г. (с момента учреждения звания), звание почётного гроссмейстера присвоено в 1987 г. за достижения в 1930—1940-х гг. Заслуженный мастер спорта СССР (1943).
Участник восьми чемпионатов СССР (1927—1947 гг.).
Чемпион ЗСФСР 1928 г. Победитель чемпионата Закавказья 1948 г. Пятикратный чемпион Азербайджанской ССР (1947—1952 гг.). Многократный чемпион Баку.
Чемпион ВС СССР 1963 г.
В составе сборной Азербайджанской ССР участник командного чемпионата СССР 1951 г. и Спартакиады народов СССР 1959 г.
Занимался тренерской деятельностью: работал с В. В. Смысловым при подготовке к матчу на первенство мира 1957 г., тренировал В. К. Багирова, некоторое время работал с юным Г. К. Каспаровым.
Работал учителем математики. Дружил с Л. Д. Ландау, хотя и отклонил его предложение о совместной работе.
Старший брат — М. А. Макогонов (1900—1943), шахматист, мастер спорта СССР.

## Стиль игры
Чемпион мира М. М. Ботвинник, комментируя свои партии с Макогоновым из турнира мастеров в Свердловске 1943 г. и чемпионата СССР 1944 г., назвал своего противника «несомненно, выдающимся шахматным мастером» и отметил, что по стилю игры Макогонов «был близок к великому Рубинштейну и нередко создавал глубокие, интересные в позиционном отношении партии». Также чемпион мира отмечал тактическую изобретательность противника. Ботвинник считал основным спортивным недостатком Макогонова односторонность стиля и полагал, что именно из-за нее тот не смог добиться ещё более высоких результатов.

## Вклад в теорию дебютов
По словам М. М. Ботвинника, «Макогонов не только по стилю игры походил на Рубинштейна, но и любил применять его дебютные системы». Речь идет об антимеранском варианте Рубинштейна в славянской защите (1. d4 d5 2. c4 c6 3. Кf3 Кf6 4. Кc3 e6 5. e3 Кbd7 6. Кe5) и системе Рубинштейна в дебюте четырех коней (1. e4 e5 2. Кf3 Кc6 3. Кc3 Кf6 4. Сb5 Кd4), серьезный вклад в развитие которых внёс Макогонов.
Также Макогонов ввел в практику или детально разработал и популяризировал три дебютные системы.

### Ферзевый гамбит
|   | a | b | c | d | e | f | g | h |   |
| - | --- | --- | --- | --- | --- | --- | --- | --- | - |
| 8 | a8 чёрная ладья · b8 чёрный конь · c8 чёрный слон · d8 чёрный ферзь · f8 чёрная ладья · g8 чёрный король · a7 чёрная пешка · c7 чёрная пешка · e7 чёрный слон · f7 чёрная пешка · g7 чёрная пешка · b6 чёрная пешка · e6 чёрная пешка · f6 чёрный конь · h6 чёрная пешка · d5 чёрная пешка · c4 белая пешка · d4 белая пешка · h4 белый слон · c3 белый конь · e3 белая пешка · a2 белая пешка · b2 белая пешка · f2 белая пешка · g2 белая пешка · h2 белая пешка · a1 белая ладья · d1 белый ферзь · e1 белый король · f1 белый слон · g1 белый конь · h1 белая ладья | a8 чёрная ладья · b8 чёрный конь · c8 чёрный слон · d8 чёрный ферзь · f8 чёрная ладья · g8 чёрный король · a7 чёрная пешка · c7 чёрная пешка · e7 чёрный слон · f7 чёрная пешка · g7 чёрная пешка · b6 чёрная пешка · e6 чёрная пешка · f6 чёрный конь · h6 чёрная пешка · d5 чёрная пешка · c4 белая пешка · d4 белая пешка · h4 белый слон · c3 белый конь · e3 белая пешка · a2 белая пешка · b2 белая пешка · f2 белая пешка · g2 белая пешка · h2 белая пешка · a1 белая ладья · d1 белый ферзь · e1 белый король · f1 белый слон · g1 белый конь · h1 белая ладья | a8 чёрная ладья · b8 чёрный конь · c8 чёрный слон · d8 чёрный ферзь · f8 чёрная ладья · g8 чёрный король · a7 чёрная пешка · c7 чёрная пешка · e7 чёрный слон · f7 чёрная пешка · g7 чёрная пешка · b6 чёрная пешка · e6 чёрная пешка · f6 чёрный конь · h6 чёрная пешка · d5 чёрная пешка · c4 белая пешка · d4 белая пешка · h4 белый слон · c3 белый конь · e3 белая пешка · a2 белая пешка · b2 белая пешка · f2 белая пешка · g2 белая пешка · h2 белая пешка · a1 белая ладья · d1 белый ферзь · e1 белый король · f1 белый слон · g1 белый конь · h1 белая ладья | a8 чёрная ладья · b8 чёрный конь · c8 чёрный слон · d8 чёрный ферзь · f8 чёрная ладья · g8 чёрный король · a7 чёрная пешка · c7 чёрная пешка · e7 чёрный слон · f7 чёрная пешка · g7 чёрная пешка · b6 чёрная пешка · e6 чёрная пешка · f6 чёрный конь · h6 чёрная пешка · d5 чёрная пешка · c4 белая пешка · d4 белая пешка · h4 белый слон · c3 белый конь · e3 белая пешка · a2 белая пешка · b2 белая пешка · f2 белая пешка · g2 белая пешка · h2 белая пешка · a1 белая ладья · d1 белый ферзь · e1 белый король · f1 белый слон · g1 белый конь · h1 белая ладья | a8 чёрная ладья · b8 чёрный конь · c8 чёрный слон · d8 чёрный ферзь · f8 чёрная ладья · g8 чёрный король · a7 чёрная пешка · c7 чёрная пешка · e7 чёрный слон · f7 чёрная пешка · g7 чёрная пешка · b6 чёрная пешка · e6 чёрная пешка · f6 чёрный конь · h6 чёрная пешка · d5 чёрная пешка · c4 белая пешка · d4 белая пешка · h4 белый слон · c3 белый конь · e3 белая пешка · a2 белая пешка · b2 белая пешка · f2 белая пешка · g2 белая пешка · h2 белая пешка · a1 белая ладья · d1 белый ферзь · e1 белый король · f1 белый слон · g1 белый конь · h1 белая ладья | a8 чёрная ладья · b8 чёрный конь · c8 чёрный слон · d8 чёрный ферзь · f8 чёрная ладья · g8 чёрный король · a7 чёрная пешка · c7 чёрная пешка · e7 чёрный слон · f7 чёрная пешка · g7 чёрная пешка · b6 чёрная пешка · e6 чёрная пешка · f6 чёрный конь · h6 чёрная пешка · d5 чёрная пешка · c4 белая пешка · d4 белая пешка · h4 белый слон · c3 белый конь · e3 белая пешка · a2 белая пешка · b2 белая пешка · f2 белая пешка · g2 белая пешка · h2 белая пешка · a1 белая ладья · d1 белый ферзь · e1 белый король · f1 белый слон · g1 белый конь · h1 белая ладья | a8 чёрная ладья · b8 чёрный конь · c8 чёрный слон · d8 чёрный ферзь · f8 чёрная ладья · g8 чёрный король · a7 чёрная пешка · c7 чёрная пешка · e7 чёрный слон · f7 чёрная пешка · g7 чёрная пешка · b6 чёрная пешка · e6 чёрная пешка · f6 чёрный конь · h6 чёрная пешка · d5 чёрная пешка · c4 белая пешка · d4 белая пешка · h4 белый слон · c3 белый конь · e3 белая пешка · a2 белая пешка · b2 белая пешка · f2 белая пешка · g2 белая пешка · h2 белая пешка · a1 белая ладья · d1 белый ферзь · e1 белый король · f1 белый слон · g1 белый конь · h1 белая ладья | a8 чёрная ладья · b8 чёрный конь · c8 чёрный слон · d8 чёрный ферзь · f8 чёрная ладья · g8 чёрный король · a7 чёрная пешка · c7 чёрная пешка · e7 чёрный слон · f7 чёрная пешка · g7 чёрная пешка · b6 чёрная пешка · e6 чёрная пешка · f6 чёрный конь · h6 чёрная пешка · d5 чёрная пешка · c4 белая пешка · d4 белая пешка · h4 белый слон · c3 белый конь · e3 белая пешка · a2 белая пешка · b2 белая пешка · f2 белая пешка · g2 белая пешка · h2 белая пешка · a1 белая ладья · d1 белый ферзь · e1 белый король · f1 белый слон · g1 белый конь · h1 белая ладья | 8 |
| 7 | a8 чёрная ладья · b8 чёрный конь · c8 чёрный слон · d8 чёрный ферзь · f8 чёрная ладья · g8 чёрный король · a7 чёрная пешка · c7 чёрная пешка · e7 чёрный слон · f7 чёрная пешка · g7 чёрная пешка · b6 чёрная пешка · e6 чёрная пешка · f6 чёрный конь · h6 чёрная пешка · d5 чёрная пешка · c4 белая пешка · d4 белая пешка · h4 белый слон · c3 белый конь · e3 белая пешка · a2 белая пешка · b2 белая пешка · f2 белая пешка · g2 белая пешка · h2 белая пешка · a1 белая ладья · d1 белый ферзь · e1 белый король · f1 белый слон · g1 белый конь · h1 белая ладья | a8 чёрная ладья · b8 чёрный конь · c8 чёрный слон · d8 чёрный ферзь · f8 чёрная ладья · g8 чёрный король · a7 чёрная пешка · c7 чёрная пешка · e7 чёрный слон · f7 чёрная пешка · g7 чёрная пешка · b6 чёрная пешка · e6 чёрная пешка · f6 чёрный конь · h6 чёрная пешка · d5 чёрная пешка · c4 белая пешка · d4 белая пешка · h4 белый слон · c3 белый конь · e3 белая пешка · a2 белая пешка · b2 белая пешка · f2 белая пешка · g2 белая пешка · h2 белая пешка · a1 белая ладья · d1 белый ферзь · e1 белый король · f1 белый слон · g1 белый конь · h1 белая ладья | a8 чёрная ладья · b8 чёрный конь · c8 чёрный слон · d8 чёрный ферзь · f8 чёрная ладья · g8 чёрный король · a7 чёрная пешка · c7 чёрная пешка · e7 чёрный слон · f7 чёрная пешка · g7 чёрная пешка · b6 чёрная пешка · e6 чёрная пешка · f6 чёрный конь · h6 чёрная пешка · d5 чёрная пешка · c4 белая пешка · d4 белая пешка · h4 белый слон · c3 белый конь · e3 белая пешка · a2 белая пешка · b2 белая пешка · f2 белая пешка · g2 белая пешка · h2 белая пешка · a1 белая ладья · d1 белый ферзь · e1 белый король · f1 белый слон · g1 белый конь · h1 белая ладья | a8 чёрная ладья · b8 чёрный конь · c8 чёрный слон · d8 чёрный ферзь · f8 чёрная ладья · g8 чёрный король · a7 чёрная пешка · c7 чёрная пешка · e7 чёрный слон · f7 чёрная пешка · g7 чёрная пешка · b6 чёрная пешка · e6 чёрная пешка · f6 чёрный конь · h6 чёрная пешка · d5 чёрная пешка · c4 белая пешка · d4 белая пешка · h4 белый слон · c3 белый конь · e3 белая пешка · a2 белая пешка · b2 белая пешка · f2 белая пешка · g2 белая пешка · h2 белая пешка · a1 белая ладья · d1 белый ферзь · e1 белый король · f1 белый слон · g1 белый конь · h1 белая ладья | a8 чёрная ладья · b8 чёрный конь · c8 чёрный слон · d8 чёрный ферзь · f8 чёрная ладья · g8 чёрный король · a7 чёрная пешка · c7 чёрная пешка · e7 чёрный слон · f7 чёрная пешка · g7 чёрная пешка · b6 чёрная пешка · e6 чёрная пешка · f6 чёрный конь · h6 чёрная пешка · d5 чёрная пешка · c4 белая пешка · d4 белая пешка · h4 белый слон · c3 белый конь · e3 белая пешка · a2 белая пешка · b2 белая пешка · f2 белая пешка · g2 белая пешка · h2 белая пешка · a1 белая ладья · d1 белый ферзь · e1 белый король · f1 белый слон · g1 белый конь · h1 белая ладья | a8 чёрная ладья · b8 чёрный конь · c8 чёрный слон · d8 чёрный ферзь · f8 чёрная ладья · g8 чёрный король · a7 чёрная пешка · c7 чёрная пешка · e7 чёрный слон · f7 чёрная пешка · g7 чёрная пешка · b6 чёрная пешка · e6 чёрная пешка · f6 чёрный конь · h6 чёрная пешка · d5 чёрная пешка · c4 белая пешка · d4 белая пешка · h4 белый слон · c3 белый конь · e3 белая пешка · a2 белая пешка · b2 белая пешка · f2 белая пешка · g2 белая пешка · h2 белая пешка · a1 белая ладья · d1 белый ферзь · e1 белый король · f1 белый слон · g1 белый конь · h1 белая ладья | a8 чёрная ладья · b8 чёрный конь · c8 чёрный слон · d8 чёрный ферзь · f8 чёрная ладья · g8 чёрный король · a7 чёрная пешка · c7 чёрная пешка · e7 чёрный слон · f7 чёрная пешка · g7 чёрная пешка · b6 чёрная пешка · e6 чёрная пешка · f6 чёрный конь · h6 чёрная пешка · d5 чёрная пешка · c4 белая пешка · d4 белая пешка · h4 белый слон · c3 белый конь · e3 белая пешка · a2 белая пешка · b2 белая пешка · f2 белая пешка · g2 белая пешка · h2 белая пешка · a1 белая ладья · d1 белый ферзь · e1 белый король · f1 белый слон · g1 белый конь · h1 белая ладья | a8 чёрная ладья · b8 чёрный конь · c8 чёрный слон · d8 чёрный ферзь · f8 чёрная ладья · g8 чёрный король · a7 чёрная пешка · c7 чёрная пешка · e7 чёрный слон · f7 чёрная пешка · g7 чёрная пешка · b6 чёрная пешка · e6 чёрная пешка · f6 чёрный конь · h6 чёрная пешка · d5 чёрная пешка · c4 белая пешка · d4 белая пешка · h4 белый слон · c3 белый конь · e3 белая пешка · a2 белая пешка · b2 белая пешка · f2 белая пешка · g2 белая пешка · h2 белая пешка · a1 белая ладья · d1 белый ферзь · e1 белый король · f1 белый слон · g1 белый конь · h1 белая ладья | 7 |
| 6 | a8 чёрная ладья · b8 чёрный конь · c8 чёрный слон · d8 чёрный ферзь · f8 чёрная ладья · g8 чёрный король · a7 чёрная пешка · c7 чёрная пешка · e7 чёрный слон · f7 чёрная пешка · g7 чёрная пешка · b6 чёрная пешка · e6 чёрная пешка · f6 чёрный конь · h6 чёрная пешка · d5 чёрная пешка · c4 белая пешка · d4 белая пешка · h4 белый слон · c3 белый конь · e3 белая пешка · a2 белая пешка · b2 белая пешка · f2 белая пешка · g2 белая пешка · h2 белая пешка · a1 белая ладья · d1 белый ферзь · e1 белый король · f1 белый слон · g1 белый конь · h1 белая ладья | a8 чёрная ладья · b8 чёрный конь · c8 чёрный слон · d8 чёрный ферзь · f8 чёрная ладья · g8 чёрный король · a7 чёрная пешка · c7 чёрная пешка · e7 чёрный слон · f7 чёрная пешка · g7 чёрная пешка · b6 чёрная пешка · e6 чёрная пешка · f6 чёрный конь · h6 чёрная пешка · d5 чёрная пешка · c4 белая пешка · d4 белая пешка · h4 белый слон · c3 белый конь · e3 белая пешка · a2 белая пешка · b2 белая пешка · f2 белая пешка · g2 белая пешка · h2 белая пешка · a1 белая ладья · d1 белый ферзь · e1 белый король · f1 белый слон · g1 белый конь · h1 белая ладья | a8 чёрная ладья · b8 чёрный конь · c8 чёрный слон · d8 чёрный ферзь · f8 чёрная ладья · g8 чёрный король · a7 чёрная пешка · c7 чёрная пешка · e7 чёрный слон · f7 чёрная пешка · g7 чёрная пешка · b6 чёрная пешка · e6 чёрная пешка · f6 чёрный конь · h6 чёрная пешка · d5 чёрная пешка · c4 белая пешка · d4 белая пешка · h4 белый слон · c3 белый конь · e3 белая пешка · a2 белая пешка · b2 белая пешка · f2 белая пешка · g2 белая пешка · h2 белая пешка · a1 белая ладья · d1 белый ферзь · e1 белый король · f1 белый слон · g1 белый конь · h1 белая ладья | a8 чёрная ладья · b8 чёрный конь · c8 чёрный слон · d8 чёрный ферзь · f8 чёрная ладья · g8 чёрный король · a7 чёрная пешка · c7 чёрная пешка · e7 чёрный слон · f7 чёрная пешка · g7 чёрная пешка · b6 чёрная пешка · e6 чёрная пешка · f6 чёрный конь · h6 чёрная пешка · d5 чёрная пешка · c4 белая пешка · d4 белая пешка · h4 белый слон · c3 белый конь · e3 белая пешка · a2 белая пешка · b2 белая пешка · f2 белая пешка · g2 белая пешка · h2 белая пешка · a1 белая ладья · d1 белый ферзь · e1 белый король · f1 белый слон · g1 белый конь · h1 белая ладья | a8 чёрная ладья · b8 чёрный конь · c8 чёрный слон · d8 чёрный ферзь · f8 чёрная ладья · g8 чёрный король · a7 чёрная пешка · c7 чёрная пешка · e7 чёрный слон · f7 чёрная пешка · g7 чёрная пешка · b6 чёрная пешка · e6 чёрная пешка · f6 чёрный конь · h6 чёрная пешка · d5 чёрная пешка · c4 белая пешка · d4 белая пешка · h4 белый слон · c3 белый конь · e3 белая пешка · a2 белая пешка · b2 белая пешка · f2 белая пешка · g2 белая пешка · h2 белая пешка · a1 белая ладья · d1 белый ферзь · e1 белый король · f1 белый слон · g1 белый конь · h1 белая ладья | a8 чёрная ладья · b8 чёрный конь · c8 чёрный слон · d8 чёрный ферзь · f8 чёрная ладья · g8 чёрный король · a7 чёрная пешка · c7 чёрная пешка · e7 чёрный слон · f7 чёрная пешка · g7 чёрная пешка · b6 чёрная пешка · e6 чёрная пешка · f6 чёрный конь · h6 чёрная пешка · d5 чёрная пешка · c4 белая пешка · d4 белая пешка · h4 белый слон · c3 белый конь · e3 белая пешка · a2 белая пешка · b2 белая пешка · f2 белая пешка · g2 белая пешка · h2 белая пешка · a1 белая ладья · d1 белый ферзь · e1 белый король · f1 белый слон · g1 белый конь · h1 белая ладья | a8 чёрная ладья · b8 чёрный конь · c8 чёрный слон · d8 чёрный ферзь · f8 чёрная ладья · g8 чёрный король · a7 чёрная пешка · c7 чёрная пешка · e7 чёрный слон · f7 чёрная пешка · g7 чёрная пешка · b6 чёрная пешка · e6 чёрная пешка · f6 чёрный конь · h6 чёрная пешка · d5 чёрная пешка · c4 белая пешка · d4 белая пешка · h4 белый слон · c3 белый конь · e3 белая пешка · a2 белая пешка · b2 белая пешка · f2 белая пешка · g2 белая пешка · h2 белая пешка · a1 белая ладья · d1 белый ферзь · e1 белый король · f1 белый слон · g1 белый конь · h1 белая ладья | a8 чёрная ладья · b8 чёрный конь · c8 чёрный слон · d8 чёрный ферзь · f8 чёрная ладья · g8 чёрный король · a7 чёрная пешка · c7 чёрная пешка · e7 чёрный слон · f7 чёрная пешка · g7 чёрная пешка · b6 чёрная пешка · e6 чёрная пешка · f6 чёрный конь · h6 чёрная пешка · d5 чёрная пешка · c4 белая пешка · d4 белая пешка · h4 белый слон · c3 белый конь · e3 белая пешка · a2 белая пешка · b2 белая пешка · f2 белая пешка · g2 белая пешка · h2 белая пешка · a1 белая ладья · d1 белый ферзь · e1 белый король · f1 белый слон · g1 белый конь · h1 белая ладья | 6 |
| 5 | a8 чёрная ладья · b8 чёрный конь · c8 чёрный слон · d8 чёрный ферзь · f8 чёрная ладья · g8 чёрный король · a7 чёрная пешка · c7 чёрная пешка · e7 чёрный слон · f7 чёрная пешка · g7 чёрная пешка · b6 чёрная пешка · e6 чёрная пешка · f6 чёрный конь · h6 чёрная пешка · d5 чёрная пешка · c4 белая пешка · d4 белая пешка · h4 белый слон · c3 белый конь · e3 белая пешка · a2 белая пешка · b2 белая пешка · f2 белая пешка · g2 белая пешка · h2 белая пешка · a1 белая ладья · d1 белый ферзь · e1 белый король · f1 белый слон · g1 белый конь · h1 белая ладья | a8 чёрная ладья · b8 чёрный конь · c8 чёрный слон · d8 чёрный ферзь · f8 чёрная ладья · g8 чёрный король · a7 чёрная пешка · c7 чёрная пешка · e7 чёрный слон · f7 чёрная пешка · g7 чёрная пешка · b6 чёрная пешка · e6 чёрная пешка · f6 чёрный конь · h6 чёрная пешка · d5 чёрная пешка · c4 белая пешка · d4 белая пешка · h4 белый слон · c3 белый конь · e3 белая пешка · a2 белая пешка · b2 белая пешка · f2 белая пешка · g2 белая пешка · h2 белая пешка · a1 белая ладья · d1 белый ферзь · e1 белый король · f1 белый слон · g1 белый конь · h1 белая ладья | a8 чёрная ладья · b8 чёрный конь · c8 чёрный слон · d8 чёрный ферзь · f8 чёрная ладья · g8 чёрный король · a7 чёрная пешка · c7 чёрная пешка · e7 чёрный слон · f7 чёрная пешка · g7 чёрная пешка · b6 чёрная пешка · e6 чёрная пешка · f6 чёрный конь · h6 чёрная пешка · d5 чёрная пешка · c4 белая пешка · d4 белая пешка · h4 белый слон · c3 белый конь · e3 белая пешка · a2 белая пешка · b2 белая пешка · f2 белая пешка · g2 белая пешка · h2 белая пешка · a1 белая ладья · d1 белый ферзь · e1 белый король · f1 белый слон · g1 белый конь · h1 белая ладья | a8 чёрная ладья · b8 чёрный конь · c8 чёрный слон · d8 чёрный ферзь · f8 чёрная ладья · g8 чёрный король · a7 чёрная пешка · c7 чёрная пешка · e7 чёрный слон · f7 чёрная пешка · g7 чёрная пешка · b6 чёрная пешка · e6 чёрная пешка · f6 чёрный конь · h6 чёрная пешка · d5 чёрная пешка · c4 белая пешка · d4 белая пешка · h4 белый слон · c3 белый конь · e3 белая пешка · a2 белая пешка · b2 белая пешка · f2 белая пешка · g2 белая пешка · h2 белая пешка · a1 белая ладья · d1 белый ферзь · e1 белый король · f1 белый слон · g1 белый конь · h1 белая ладья | a8 чёрная ладья · b8 чёрный конь · c8 чёрный слон · d8 чёрный ферзь · f8 чёрная ладья · g8 чёрный король · a7 чёрная пешка · c7 чёрная пешка · e7 чёрный слон · f7 чёрная пешка · g7 чёрная пешка · b6 чёрная пешка · e6 чёрная пешка · f6 чёрный конь · h6 чёрная пешка · d5 чёрная пешка · c4 белая пешка · d4 белая пешка · h4 белый слон · c3 белый конь · e3 белая пешка · a2 белая пешка · b2 белая пешка · f2 белая пешка · g2 белая пешка · h2 белая пешка · a1 белая ладья · d1 белый ферзь · e1 белый король · f1 белый слон · g1 белый конь · h1 белая ладья | a8 чёрная ладья · b8 чёрный конь · c8 чёрный слон · d8 чёрный ферзь · f8 чёрная ладья · g8 чёрный король · a7 чёрная пешка · c7 чёрная пешка · e7 чёрный слон · f7 чёрная пешка · g7 чёрная пешка · b6 чёрная пешка · e6 чёрная пешка · f6 чёрный конь · h6 чёрная пешка · d5 чёрная пешка · c4 белая пешка · d4 белая пешка · h4 белый слон · c3 белый конь · e3 белая пешка · a2 белая пешка · b2 белая пешка · f2 белая пешка · g2 белая пешка · h2 белая пешка · a1 белая ладья · d1 белый ферзь · e1 белый король · f1 белый слон · g1 белый конь · h1 белая ладья | a8 чёрная ладья · b8 чёрный конь · c8 чёрный слон · d8 чёрный ферзь · f8 чёрная ладья · g8 чёрный король · a7 чёрная пешка · c7 чёрная пешка · e7 чёрный слон · f7 чёрная пешка · g7 чёрная пешка · b6 чёрная пешка · e6 чёрная пешка · f6 чёрный конь · h6 чёрная пешка · d5 чёрная пешка · c4 белая пешка · d4 белая пешка · h4 белый слон · c3 белый конь · e3 белая пешка · a2 белая пешка · b2 белая пешка · f2 белая пешка · g2 белая пешка · h2 белая пешка · a1 белая ладья · d1 белый ферзь · e1 белый король · f1 белый слон · g1 белый конь · h1 белая ладья | a8 чёрная ладья · b8 чёрный конь · c8 чёрный слон · d8 чёрный ферзь · f8 чёрная ладья · g8 чёрный король · a7 чёрная пешка · c7 чёрная пешка · e7 чёрный слон · f7 чёрная пешка · g7 чёрная пешка · b6 чёрная пешка · e6 чёрная пешка · f6 чёрный конь · h6 чёрная пешка · d5 чёрная пешка · c4 белая пешка · d4 белая пешка · h4 белый слон · c3 белый конь · e3 белая пешка · a2 белая пешка · b2 белая пешка · f2 белая пешка · g2 белая пешка · h2 белая пешка · a1 белая ладья · d1 белый ферзь · e1 белый король · f1 белый слон · g1 белый конь · h1 белая ладья | 5 |
| 4 | a8 чёрная ладья · b8 чёрный конь · c8 чёрный слон · d8 чёрный ферзь · f8 чёрная ладья · g8 чёрный король · a7 чёрная пешка · c7 чёрная пешка · e7 чёрный слон · f7 чёрная пешка · g7 чёрная пешка · b6 чёрная пешка · e6 чёрная пешка · f6 чёрный конь · h6 чёрная пешка · d5 чёрная пешка · c4 белая пешка · d4 белая пешка · h4 белый слон · c3 белый конь · e3 белая пешка · a2 белая пешка · b2 белая пешка · f2 белая пешка · g2 белая пешка · h2 белая пешка · a1 белая ладья · d1 белый ферзь · e1 белый король · f1 белый слон · g1 белый конь · h1 белая ладья | a8 чёрная ладья · b8 чёрный конь · c8 чёрный слон · d8 чёрный ферзь · f8 чёрная ладья · g8 чёрный король · a7 чёрная пешка · c7 чёрная пешка · e7 чёрный слон · f7 чёрная пешка · g7 чёрная пешка · b6 чёрная пешка · e6 чёрная пешка · f6 чёрный конь · h6 чёрная пешка · d5 чёрная пешка · c4 белая пешка · d4 белая пешка · h4 белый слон · c3 белый конь · e3 белая пешка · a2 белая пешка · b2 белая пешка · f2 белая пешка · g2 белая пешка · h2 белая пешка · a1 белая ладья · d1 белый ферзь · e1 белый король · f1 белый слон · g1 белый конь · h1 белая ладья | a8 чёрная ладья · b8 чёрный конь · c8 чёрный слон · d8 чёрный ферзь · f8 чёрная ладья · g8 чёрный король · a7 чёрная пешка · c7 чёрная пешка · e7 чёрный слон · f7 чёрная пешка · g7 чёрная пешка · b6 чёрная пешка · e6 чёрная пешка · f6 чёрный конь · h6 чёрная пешка · d5 чёрная пешка · c4 белая пешка · d4 белая пешка · h4 белый слон · c3 белый конь · e3 белая пешка · a2 белая пешка · b2 белая пешка · f2 белая пешка · g2 белая пешка · h2 белая пешка · a1 белая ладья · d1 белый ферзь · e1 белый король · f1 белый слон · g1 белый конь · h1 белая ладья | a8 чёрная ладья · b8 чёрный конь · c8 чёрный слон · d8 чёрный ферзь · f8 чёрная ладья · g8 чёрный король · a7 чёрная пешка · c7 чёрная пешка · e7 чёрный слон · f7 чёрная пешка · g7 чёрная пешка · b6 чёрная пешка · e6 чёрная пешка · f6 чёрный конь · h6 чёрная пешка · d5 чёрная пешка · c4 белая пешка · d4 белая пешка · h4 белый слон · c3 белый конь · e3 белая пешка · a2 белая пешка · b2 белая пешка · f2 белая пешка · g2 белая пешка · h2 белая пешка · a1 белая ладья · d1 белый ферзь · e1 белый король · f1 белый слон · g1 белый конь · h1 белая ладья | a8 чёрная ладья · b8 чёрный конь · c8 чёрный слон · d8 чёрный ферзь · f8 чёрная ладья · g8 чёрный король · a7 чёрная пешка · c7 чёрная пешка · e7 чёрный слон · f7 чёрная пешка · g7 чёрная пешка · b6 чёрная пешка · e6 чёрная пешка · f6 чёрный конь · h6 чёрная пешка · d5 чёрная пешка · c4 белая пешка · d4 белая пешка · h4 белый слон · c3 белый конь · e3 белая пешка · a2 белая пешка · b2 белая пешка · f2 белая пешка · g2 белая пешка · h2 белая пешка · a1 белая ладья · d1 белый ферзь · e1 белый король · f1 белый слон · g1 белый конь · h1 белая ладья | a8 чёрная ладья · b8 чёрный конь · c8 чёрный слон · d8 чёрный ферзь · f8 чёрная ладья · g8 чёрный король · a7 чёрная пешка · c7 чёрная пешка · e7 чёрный слон · f7 чёрная пешка · g7 чёрная пешка · b6 чёрная пешка · e6 чёрная пешка · f6 чёрный конь · h6 чёрная пешка · d5 чёрная пешка · c4 белая пешка · d4 белая пешка · h4 белый слон · c3 белый конь · e3 белая пешка · a2 белая пешка · b2 белая пешка · f2 белая пешка · g2 белая пешка · h2 белая пешка · a1 белая ладья · d1 белый ферзь · e1 белый король · f1 белый слон · g1 белый конь · h1 белая ладья | a8 чёрная ладья · b8 чёрный конь · c8 чёрный слон · d8 чёрный ферзь · f8 чёрная ладья · g8 чёрный король · a7 чёрная пешка · c7 чёрная пешка · e7 чёрный слон · f7 чёрная пешка · g7 чёрная пешка · b6 чёрная пешка · e6 чёрная пешка · f6 чёрный конь · h6 чёрная пешка · d5 чёрная пешка · c4 белая пешка · d4 белая пешка · h4 белый слон · c3 белый конь · e3 белая пешка · a2 белая пешка · b2 белая пешка · f2 белая пешка · g2 белая пешка · h2 белая пешка · a1 белая ладья · d1 белый ферзь · e1 белый король · f1 белый слон · g1 белый конь · h1 белая ладья | a8 чёрная ладья · b8 чёрный конь · c8 чёрный слон · d8 чёрный ферзь · f8 чёрная ладья · g8 чёрный король · a7 чёрная пешка · c7 чёрная пешка · e7 чёрный слон · f7 чёрная пешка · g7 чёрная пешка · b6 чёрная пешка · e6 чёрная пешка · f6 чёрный конь · h6 чёрная пешка · d5 чёрная пешка · c4 белая пешка · d4 белая пешка · h4 белый слон · c3 белый конь · e3 белая пешка · a2 белая пешка · b2 белая пешка · f2 белая пешка · g2 белая пешка · h2 белая пешка · a1 белая ладья · d1 белый ферзь · e1 белый король · f1 белый слон · g1 белый конь · h1 белая ладья | 4 |
| 3 | a8 чёрная ладья · b8 чёрный конь · c8 чёрный слон · d8 чёрный ферзь · f8 чёрная ладья · g8 чёрный король · a7 чёрная пешка · c7 чёрная пешка · e7 чёрный слон · f7 чёрная пешка · g7 чёрная пешка · b6 чёрная пешка · e6 чёрная пешка · f6 чёрный конь · h6 чёрная пешка · d5 чёрная пешка · c4 белая пешка · d4 белая пешка · h4 белый слон · c3 белый конь · e3 белая пешка · a2 белая пешка · b2 белая пешка · f2 белая пешка · g2 белая пешка · h2 белая пешка · a1 белая ладья · d1 белый ферзь · e1 белый король · f1 белый слон · g1 белый конь · h1 белая ладья | a8 чёрная ладья · b8 чёрный конь · c8 чёрный слон · d8 чёрный ферзь · f8 чёрная ладья · g8 чёрный король · a7 чёрная пешка · c7 чёрная пешка · e7 чёрный слон · f7 чёрная пешка · g7 чёрная пешка · b6 чёрная пешка · e6 чёрная пешка · f6 чёрный конь · h6 чёрная пешка · d5 чёрная пешка · c4 белая пешка · d4 белая пешка · h4 белый слон · c3 белый конь · e3 белая пешка · a2 белая пешка · b2 белая пешка · f2 белая пешка · g2 белая пешка · h2 белая пешка · a1 белая ладья · d1 белый ферзь · e1 белый король · f1 белый слон · g1 белый конь · h1 белая ладья | a8 чёрная ладья · b8 чёрный конь · c8 чёрный слон · d8 чёрный ферзь · f8 чёрная ладья · g8 чёрный король · a7 чёрная пешка · c7 чёрная пешка · e7 чёрный слон · f7 чёрная пешка · g7 чёрная пешка · b6 чёрная пешка · e6 чёрная пешка · f6 чёрный конь · h6 чёрная пешка · d5 чёрная пешка · c4 белая пешка · d4 белая пешка · h4 белый слон · c3 белый конь · e3 белая пешка · a2 белая пешка · b2 белая пешка · f2 белая пешка · g2 белая пешка · h2 белая пешка · a1 белая ладья · d1 белый ферзь · e1 белый король · f1 белый слон · g1 белый конь · h1 белая ладья | a8 чёрная ладья · b8 чёрный конь · c8 чёрный слон · d8 чёрный ферзь · f8 чёрная ладья · g8 чёрный король · a7 чёрная пешка · c7 чёрная пешка · e7 чёрный слон · f7 чёрная пешка · g7 чёрная пешка · b6 чёрная пешка · e6 чёрная пешка · f6 чёрный конь · h6 чёрная пешка · d5 чёрная пешка · c4 белая пешка · d4 белая пешка · h4 белый слон · c3 белый конь · e3 белая пешка · a2 белая пешка · b2 белая пешка · f2 белая пешка · g2 белая пешка · h2 белая пешка · a1 белая ладья · d1 белый ферзь · e1 белый король · f1 белый слон · g1 белый конь · h1 белая ладья | a8 чёрная ладья · b8 чёрный конь · c8 чёрный слон · d8 чёрный ферзь · f8 чёрная ладья · g8 чёрный король · a7 чёрная пешка · c7 чёрная пешка · e7 чёрный слон · f7 чёрная пешка · g7 чёрная пешка · b6 чёрная пешка · e6 чёрная пешка · f6 чёрный конь · h6 чёрная пешка · d5 чёрная пешка · c4 белая пешка · d4 белая пешка · h4 белый слон · c3 белый конь · e3 белая пешка · a2 белая пешка · b2 белая пешка · f2 белая пешка · g2 белая пешка · h2 белая пешка · a1 белая ладья · d1 белый ферзь · e1 белый король · f1 белый слон · g1 белый конь · h1 белая ладья | a8 чёрная ладья · b8 чёрный конь · c8 чёрный слон · d8 чёрный ферзь · f8 чёрная ладья · g8 чёрный король · a7 чёрная пешка · c7 чёрная пешка · e7 чёрный слон · f7 чёрная пешка · g7 чёрная пешка · b6 чёрная пешка · e6 чёрная пешка · f6 чёрный конь · h6 чёрная пешка · d5 чёрная пешка · c4 белая пешка · d4 белая пешка · h4 белый слон · c3 белый конь · e3 белая пешка · a2 белая пешка · b2 белая пешка · f2 белая пешка · g2 белая пешка · h2 белая пешка · a1 белая ладья · d1 белый ферзь · e1 белый король · f1 белый слон · g1 белый конь · h1 белая ладья | a8 чёрная ладья · b8 чёрный конь · c8 чёрный слон · d8 чёрный ферзь · f8 чёрная ладья · g8 чёрный король · a7 чёрная пешка · c7 чёрная пешка · e7 чёрный слон · f7 чёрная пешка · g7 чёрная пешка · b6 чёрная пешка · e6 чёрная пешка · f6 чёрный конь · h6 чёрная пешка · d5 чёрная пешка · c4 белая пешка · d4 белая пешка · h4 белый слон · c3 белый конь · e3 белая пешка · a2 белая пешка · b2 белая пешка · f2 белая пешка · g2 белая пешка · h2 белая пешка · a1 белая ладья · d1 белый ферзь · e1 белый король · f1 белый слон · g1 белый конь · h1 белая ладья | a8 чёрная ладья · b8 чёрный конь · c8 чёрный слон · d8 чёрный ферзь · f8 чёрная ладья · g8 чёрный король · a7 чёрная пешка · c7 чёрная пешка · e7 чёрный слон · f7 чёрная пешка · g7 чёрная пешка · b6 чёрная пешка · e6 чёрная пешка · f6 чёрный конь · h6 чёрная пешка · d5 чёрная пешка · c4 белая пешка · d4 белая пешка · h4 белый слон · c3 белый конь · e3 белая пешка · a2 белая пешка · b2 белая пешка · f2 белая пешка · g2 белая пешка · h2 белая пешка · a1 белая ладья · d1 белый ферзь · e1 белый король · f1 белый слон · g1 белый конь · h1 белая ладья | 3 |
| 2 | a8 чёрная ладья · b8 чёрный конь · c8 чёрный слон · d8 чёрный ферзь · f8 чёрная ладья · g8 чёрный король · a7 чёрная пешка · c7 чёрная пешка · e7 чёрный слон · f7 чёрная пешка · g7 чёрная пешка · b6 чёрная пешка · e6 чёрная пешка · f6 чёрный конь · h6 чёрная пешка · d5 чёрная пешка · c4 белая пешка · d4 белая пешка · h4 белый слон · c3 белый конь · e3 белая пешка · a2 белая пешка · b2 белая пешка · f2 белая пешка · g2 белая пешка · h2 белая пешка · a1 белая ладья · d1 белый ферзь · e1 белый король · f1 белый слон · g1 белый конь · h1 белая ладья | a8 чёрная ладья · b8 чёрный конь · c8 чёрный слон · d8 чёрный ферзь · f8 чёрная ладья · g8 чёрный король · a7 чёрная пешка · c7 чёрная пешка · e7 чёрный слон · f7 чёрная пешка · g7 чёрная пешка · b6 чёрная пешка · e6 чёрная пешка · f6 чёрный конь · h6 чёрная пешка · d5 чёрная пешка · c4 белая пешка · d4 белая пешка · h4 белый слон · c3 белый конь · e3 белая пешка · a2 белая пешка · b2 белая пешка · f2 белая пешка · g2 белая пешка · h2 белая пешка · a1 белая ладья · d1 белый ферзь · e1 белый король · f1 белый слон · g1 белый конь · h1 белая ладья | a8 чёрная ладья · b8 чёрный конь · c8 чёрный слон · d8 чёрный ферзь · f8 чёрная ладья · g8 чёрный король · a7 чёрная пешка · c7 чёрная пешка · e7 чёрный слон · f7 чёрная пешка · g7 чёрная пешка · b6 чёрная пешка · e6 чёрная пешка · f6 чёрный конь · h6 чёрная пешка · d5 чёрная пешка · c4 белая пешка · d4 белая пешка · h4 белый слон · c3 белый конь · e3 белая пешка · a2 белая пешка · b2 белая пешка · f2 белая пешка · g2 белая пешка · h2 белая пешка · a1 белая ладья · d1 белый ферзь · e1 белый король · f1 белый слон · g1 белый конь · h1 белая ладья | a8 чёрная ладья · b8 чёрный конь · c8 чёрный слон · d8 чёрный ферзь · f8 чёрная ладья · g8 чёрный король · a7 чёрная пешка · c7 чёрная пешка · e7 чёрный слон · f7 чёрная пешка · g7 чёрная пешка · b6 чёрная пешка · e6 чёрная пешка · f6 чёрный конь · h6 чёрная пешка · d5 чёрная пешка · c4 белая пешка · d4 белая пешка · h4 белый слон · c3 белый конь · e3 белая пешка · a2 белая пешка · b2 белая пешка · f2 белая пешка · g2 белая пешка · h2 белая пешка · a1 белая ладья · d1 белый ферзь · e1 белый король · f1 белый слон · g1 белый конь · h1 белая ладья | a8 чёрная ладья · b8 чёрный конь · c8 чёрный слон · d8 чёрный ферзь · f8 чёрная ладья · g8 чёрный король · a7 чёрная пешка · c7 чёрная пешка · e7 чёрный слон · f7 чёрная пешка · g7 чёрная пешка · b6 чёрная пешка · e6 чёрная пешка · f6 чёрный конь · h6 чёрная пешка · d5 чёрная пешка · c4 белая пешка · d4 белая пешка · h4 белый слон · c3 белый конь · e3 белая пешка · a2 белая пешка · b2 белая пешка · f2 белая пешка · g2 белая пешка · h2 белая пешка · a1 белая ладья · d1 белый ферзь · e1 белый король · f1 белый слон · g1 белый конь · h1 белая ладья | a8 чёрная ладья · b8 чёрный конь · c8 чёрный слон · d8 чёрный ферзь · f8 чёрная ладья · g8 чёрный король · a7 чёрная пешка · c7 чёрная пешка · e7 чёрный слон · f7 чёрная пешка · g7 чёрная пешка · b6 чёрная пешка · e6 чёрная пешка · f6 чёрный конь · h6 чёрная пешка · d5 чёрная пешка · c4 белая пешка · d4 белая пешка · h4 белый слон · c3 белый конь · e3 белая пешка · a2 белая пешка · b2 белая пешка · f2 белая пешка · g2 белая пешка · h2 белая пешка · a1 белая ладья · d1 белый ферзь · e1 белый король · f1 белый слон · g1 белый конь · h1 белая ладья | a8 чёрная ладья · b8 чёрный конь · c8 чёрный слон · d8 чёрный ферзь · f8 чёрная ладья · g8 чёрный король · a7 чёрная пешка · c7 чёрная пешка · e7 чёрный слон · f7 чёрная пешка · g7 чёрная пешка · b6 чёрная пешка · e6 чёрная пешка · f6 чёрный конь · h6 чёрная пешка · d5 чёрная пешка · c4 белая пешка · d4 белая пешка · h4 белый слон · c3 белый конь · e3 белая пешка · a2 белая пешка · b2 белая пешка · f2 белая пешка · g2 белая пешка · h2 белая пешка · a1 белая ладья · d1 белый ферзь · e1 белый король · f1 белый слон · g1 белый конь · h1 белая ладья | a8 чёрная ладья · b8 чёрный конь · c8 чёрный слон · d8 чёрный ферзь · f8 чёрная ладья · g8 чёрный король · a7 чёрная пешка · c7 чёрная пешка · e7 чёрный слон · f7 чёрная пешка · g7 чёрная пешка · b6 чёрная пешка · e6 чёрная пешка · f6 чёрный конь · h6 чёрная пешка · d5 чёрная пешка · c4 белая пешка · d4 белая пешка · h4 белый слон · c3 белый конь · e3 белая пешка · a2 белая пешка · b2 белая пешка · f2 белая пешка · g2 белая пешка · h2 белая пешка · a1 белая ладья · d1 белый ферзь · e1 белый король · f1 белый слон · g1 белый конь · h1 белая ладья | 2 |
| 1 | a8 чёрная ладья · b8 чёрный конь · c8 чёрный слон · d8 чёрный ферзь · f8 чёрная ладья · g8 чёрный король · a7 чёрная пешка · c7 чёрная пешка · e7 чёрный слон · f7 чёрная пешка · g7 чёрная пешка · b6 чёрная пешка · e6 чёрная пешка · f6 чёрный конь · h6 чёрная пешка · d5 чёрная пешка · c4 белая пешка · d4 белая пешка · h4 белый слон · c3 белый конь · e3 белая пешка · a2 белая пешка · b2 белая пешка · f2 белая пешка · g2 белая пешка · h2 белая пешка · a1 белая ладья · d1 белый ферзь · e1 белый король · f1 белый слон · g1 белый конь · h1 белая ладья | a8 чёрная ладья · b8 чёрный конь · c8 чёрный слон · d8 чёрный ферзь · f8 чёрная ладья · g8 чёрный король · a7 чёрная пешка · c7 чёрная пешка · e7 чёрный слон · f7 чёрная пешка · g7 чёрная пешка · b6 чёрная пешка · e6 чёрная пешка · f6 чёрный конь · h6 чёрная пешка · d5 чёрная пешка · c4 белая пешка · d4 белая пешка · h4 белый слон · c3 белый конь · e3 белая пешка · a2 белая пешка · b2 белая пешка · f2 белая пешка · g2 белая пешка · h2 белая пешка · a1 белая ладья · d1 белый ферзь · e1 белый король · f1 белый слон · g1 белый конь · h1 белая ладья | a8 чёрная ладья · b8 чёрный конь · c8 чёрный слон · d8 чёрный ферзь · f8 чёрная ладья · g8 чёрный король · a7 чёрная пешка · c7 чёрная пешка · e7 чёрный слон · f7 чёрная пешка · g7 чёрная пешка · b6 чёрная пешка · e6 чёрная пешка · f6 чёрный конь · h6 чёрная пешка · d5 чёрная пешка · c4 белая пешка · d4 белая пешка · h4 белый слон · c3 белый конь · e3 белая пешка · a2 белая пешка · b2 белая пешка · f2 белая пешка · g2 белая пешка · h2 белая пешка · a1 белая ладья · d1 белый ферзь · e1 белый король · f1 белый слон · g1 белый конь · h1 белая ладья | a8 чёрная ладья · b8 чёрный конь · c8 чёрный слон · d8 чёрный ферзь · f8 чёрная ладья · g8 чёрный король · a7 чёрная пешка · c7 чёрная пешка · e7 чёрный слон · f7 чёрная пешка · g7 чёрная пешка · b6 чёрная пешка · e6 чёрная пешка · f6 чёрный конь · h6 чёрная пешка · d5 чёрная пешка · c4 белая пешка · d4 белая пешка · h4 белый слон · c3 белый конь · e3 белая пешка · a2 белая пешка · b2 белая пешка · f2 белая пешка · g2 белая пешка · h2 белая пешка · a1 белая ладья · d1 белый ферзь · e1 белый король · f1 белый слон · g1 белый конь · h1 белая ладья | a8 чёрная ладья · b8 чёрный конь · c8 чёрный слон · d8 чёрный ферзь · f8 чёрная ладья · g8 чёрный король · a7 чёрная пешка · c7 чёрная пешка · e7 чёрный слон · f7 чёрная пешка · g7 чёрная пешка · b6 чёрная пешка · e6 чёрная пешка · f6 чёрный конь · h6 чёрная пешка · d5 чёрная пешка · c4 белая пешка · d4 белая пешка · h4 белый слон · c3 белый конь · e3 белая пешка · a2 белая пешка · b2 белая пешка · f2 белая пешка · g2 белая пешка · h2 белая пешка · a1 белая ладья · d1 белый ферзь · e1 белый король · f1 белый слон · g1 белый конь · h1 белая ладья | a8 чёрная ладья · b8 чёрный конь · c8 чёрный слон · d8 чёрный ферзь · f8 чёрная ладья · g8 чёрный король · a7 чёрная пешка · c7 чёрная пешка · e7 чёрный слон · f7 чёрная пешка · g7 чёрная пешка · b6 чёрная пешка · e6 чёрная пешка · f6 чёрный конь · h6 чёрная пешка · d5 чёрная пешка · c4 белая пешка · d4 белая пешка · h4 белый слон · c3 белый конь · e3 белая пешка · a2 белая пешка · b2 белая пешка · f2 белая пешка · g2 белая пешка · h2 белая пешка · a1 белая ладья · d1 белый ферзь · e1 белый король · f1 белый слон · g1 белый конь · h1 белая ладья | a8 чёрная ладья · b8 чёрный конь · c8 чёрный слон · d8 чёрный ферзь · f8 чёрная ладья · g8 чёрный король · a7 чёрная пешка · c7 чёрная пешка · e7 чёрный слон · f7 чёрная пешка · g7 чёрная пешка · b6 чёрная пешка · e6 чёрная пешка · f6 чёрный конь · h6 чёрная пешка · d5 чёрная пешка · c4 белая пешка · d4 белая пешка · h4 белый слон · c3 белый конь · e3 белая пешка · a2 белая пешка · b2 белая пешка · f2 белая пешка · g2 белая пешка · h2 белая пешка · a1 белая ладья · d1 белый ферзь · e1 белый король · f1 белый слон · g1 белый конь · h1 белая ладья | a8 чёрная ладья · b8 чёрный конь · c8 чёрный слон · d8 чёрный ферзь · f8 чёрная ладья · g8 чёрный король · a7 чёрная пешка · c7 чёрная пешка · e7 чёрный слон · f7 чёрная пешка · g7 чёрная пешка · b6 чёрная пешка · e6 чёрная пешка · f6 чёрный конь · h6 чёрная пешка · d5 чёрная пешка · c4 белая пешка · d4 белая пешка · h4 белый слон · c3 белый конь · e3 белая пешка · a2 белая пешка · b2 белая пешка · f2 белая пешка · g2 белая пешка · h2 белая пешка · a1 белая ладья · d1 белый ферзь · e1 белый король · f1 белый слон · g1 белый конь · h1 белая ладья | 1 |
|   | a | b | c | d | e | f | g | h |   |

Параллельно с И. З. Бондаревским Макогонов разработал и ввел в широкую практику систему защиты, впервые примененную С. Г. Тартаковером против чемпиона мира Х. Р. Капабланки в лондонском турнире 1922 г. На протяжении более чем десяти лет система применялась в основном своим автором и не имела большой популярности (даже несмотря на победу Тартаковера над чемпионом мира А. А. Алехиным на V шахматной олимпиаде в 1933 г.). Именно анализы Макогонова и Бондаревского, а также регулярное применение этой системы на практике сделали продолжение 1. d4 d5 2. c4 e6 3. Кc3 Кf6 4. Сg5 Сe7 5. e3 0—0 6. Кf3 h6 7. Сh4 b6 одним из главных возражений черных на ферзевый гамбит. Долгое время вызывало вопросы наименование данной системы. В иноязычной традиции закрепилось название «система Тартаковера», а заслуги Макогонова и Бондаревского только упоминались в предисловиях к аналитической части. В русскоязычных книгах продолжение получило название «система Макогонова — Бондаревского», а о том, что изобретателем системы является Тартаковер, говорилось во вводных комментариях. Позже отмечались колебания в названиях (оба названия употреблялись на равных правах или комбинировались). В настоящее время за данным разветвлением ферзевого гамбита утвердилось название система Тартаковера — Макогонова — Бондаревского (или сокращенно ТМБ).

### Староиндийская защита
|   | a | b | c | d | e | f | g | h |   |
| - | --- | --- | --- | --- | --- | --- | --- | --- | - |
| 8 | a8 чёрная ладья · b8 чёрный конь · c8 чёрный слон · d8 чёрный ферзь · f8 чёрная ладья · g8 чёрный король · a7 чёрная пешка · b7 чёрная пешка · c7 чёрная пешка · e7 чёрная пешка · f7 чёрная пешка · g7 чёрный слон · h7 чёрная пешка · d6 чёрная пешка · f6 чёрный конь · g6 чёрная пешка · c4 белая пешка · d4 белая пешка · e4 белая пешка · c3 белый конь · h3 белая пешка · a2 белая пешка · b2 белая пешка · f2 белая пешка · g2 белая пешка · a1 белая ладья · c1 белый слон · d1 белый ферзь · e1 белый король · f1 белый слон · g1 белый конь · h1 белая ладья | a8 чёрная ладья · b8 чёрный конь · c8 чёрный слон · d8 чёрный ферзь · f8 чёрная ладья · g8 чёрный король · a7 чёрная пешка · b7 чёрная пешка · c7 чёрная пешка · e7 чёрная пешка · f7 чёрная пешка · g7 чёрный слон · h7 чёрная пешка · d6 чёрная пешка · f6 чёрный конь · g6 чёрная пешка · c4 белая пешка · d4 белая пешка · e4 белая пешка · c3 белый конь · h3 белая пешка · a2 белая пешка · b2 белая пешка · f2 белая пешка · g2 белая пешка · a1 белая ладья · c1 белый слон · d1 белый ферзь · e1 белый король · f1 белый слон · g1 белый конь · h1 белая ладья | a8 чёрная ладья · b8 чёрный конь · c8 чёрный слон · d8 чёрный ферзь · f8 чёрная ладья · g8 чёрный король · a7 чёрная пешка · b7 чёрная пешка · c7 чёрная пешка · e7 чёрная пешка · f7 чёрная пешка · g7 чёрный слон · h7 чёрная пешка · d6 чёрная пешка · f6 чёрный конь · g6 чёрная пешка · c4 белая пешка · d4 белая пешка · e4 белая пешка · c3 белый конь · h3 белая пешка · a2 белая пешка · b2 белая пешка · f2 белая пешка · g2 белая пешка · a1 белая ладья · c1 белый слон · d1 белый ферзь · e1 белый король · f1 белый слон · g1 белый конь · h1 белая ладья | a8 чёрная ладья · b8 чёрный конь · c8 чёрный слон · d8 чёрный ферзь · f8 чёрная ладья · g8 чёрный король · a7 чёрная пешка · b7 чёрная пешка · c7 чёрная пешка · e7 чёрная пешка · f7 чёрная пешка · g7 чёрный слон · h7 чёрная пешка · d6 чёрная пешка · f6 чёрный конь · g6 чёрная пешка · c4 белая пешка · d4 белая пешка · e4 белая пешка · c3 белый конь · h3 белая пешка · a2 белая пешка · b2 белая пешка · f2 белая пешка · g2 белая пешка · a1 белая ладья · c1 белый слон · d1 белый ферзь · e1 белый король · f1 белый слон · g1 белый конь · h1 белая ладья | a8 чёрная ладья · b8 чёрный конь · c8 чёрный слон · d8 чёрный ферзь · f8 чёрная ладья · g8 чёрный король · a7 чёрная пешка · b7 чёрная пешка · c7 чёрная пешка · e7 чёрная пешка · f7 чёрная пешка · g7 чёрный слон · h7 чёрная пешка · d6 чёрная пешка · f6 чёрный конь · g6 чёрная пешка · c4 белая пешка · d4 белая пешка · e4 белая пешка · c3 белый конь · h3 белая пешка · a2 белая пешка · b2 белая пешка · f2 белая пешка · g2 белая пешка · a1 белая ладья · c1 белый слон · d1 белый ферзь · e1 белый король · f1 белый слон · g1 белый конь · h1 белая ладья | a8 чёрная ладья · b8 чёрный конь · c8 чёрный слон · d8 чёрный ферзь · f8 чёрная ладья · g8 чёрный король · a7 чёрная пешка · b7 чёрная пешка · c7 чёрная пешка · e7 чёрная пешка · f7 чёрная пешка · g7 чёрный слон · h7 чёрная пешка · d6 чёрная пешка · f6 чёрный конь · g6 чёрная пешка · c4 белая пешка · d4 белая пешка · e4 белая пешка · c3 белый конь · h3 белая пешка · a2 белая пешка · b2 белая пешка · f2 белая пешка · g2 белая пешка · a1 белая ладья · c1 белый слон · d1 белый ферзь · e1 белый король · f1 белый слон · g1 белый конь · h1 белая ладья | a8 чёрная ладья · b8 чёрный конь · c8 чёрный слон · d8 чёрный ферзь · f8 чёрная ладья · g8 чёрный король · a7 чёрная пешка · b7 чёрная пешка · c7 чёрная пешка · e7 чёрная пешка · f7 чёрная пешка · g7 чёрный слон · h7 чёрная пешка · d6 чёрная пешка · f6 чёрный конь · g6 чёрная пешка · c4 белая пешка · d4 белая пешка · e4 белая пешка · c3 белый конь · h3 белая пешка · a2 белая пешка · b2 белая пешка · f2 белая пешка · g2 белая пешка · a1 белая ладья · c1 белый слон · d1 белый ферзь · e1 белый король · f1 белый слон · g1 белый конь · h1 белая ладья | a8 чёрная ладья · b8 чёрный конь · c8 чёрный слон · d8 чёрный ферзь · f8 чёрная ладья · g8 чёрный король · a7 чёрная пешка · b7 чёрная пешка · c7 чёрная пешка · e7 чёрная пешка · f7 чёрная пешка · g7 чёрный слон · h7 чёрная пешка · d6 чёрная пешка · f6 чёрный конь · g6 чёрная пешка · c4 белая пешка · d4 белая пешка · e4 белая пешка · c3 белый конь · h3 белая пешка · a2 белая пешка · b2 белая пешка · f2 белая пешка · g2 белая пешка · a1 белая ладья · c1 белый слон · d1 белый ферзь · e1 белый король · f1 белый слон · g1 белый конь · h1 белая ладья | 8 |
| 7 | a8 чёрная ладья · b8 чёрный конь · c8 чёрный слон · d8 чёрный ферзь · f8 чёрная ладья · g8 чёрный король · a7 чёрная пешка · b7 чёрная пешка · c7 чёрная пешка · e7 чёрная пешка · f7 чёрная пешка · g7 чёрный слон · h7 чёрная пешка · d6 чёрная пешка · f6 чёрный конь · g6 чёрная пешка · c4 белая пешка · d4 белая пешка · e4 белая пешка · c3 белый конь · h3 белая пешка · a2 белая пешка · b2 белая пешка · f2 белая пешка · g2 белая пешка · a1 белая ладья · c1 белый слон · d1 белый ферзь · e1 белый король · f1 белый слон · g1 белый конь · h1 белая ладья | a8 чёрная ладья · b8 чёрный конь · c8 чёрный слон · d8 чёрный ферзь · f8 чёрная ладья · g8 чёрный король · a7 чёрная пешка · b7 чёрная пешка · c7 чёрная пешка · e7 чёрная пешка · f7 чёрная пешка · g7 чёрный слон · h7 чёрная пешка · d6 чёрная пешка · f6 чёрный конь · g6 чёрная пешка · c4 белая пешка · d4 белая пешка · e4 белая пешка · c3 белый конь · h3 белая пешка · a2 белая пешка · b2 белая пешка · f2 белая пешка · g2 белая пешка · a1 белая ладья · c1 белый слон · d1 белый ферзь · e1 белый король · f1 белый слон · g1 белый конь · h1 белая ладья | a8 чёрная ладья · b8 чёрный конь · c8 чёрный слон · d8 чёрный ферзь · f8 чёрная ладья · g8 чёрный король · a7 чёрная пешка · b7 чёрная пешка · c7 чёрная пешка · e7 чёрная пешка · f7 чёрная пешка · g7 чёрный слон · h7 чёрная пешка · d6 чёрная пешка · f6 чёрный конь · g6 чёрная пешка · c4 белая пешка · d4 белая пешка · e4 белая пешка · c3 белый конь · h3 белая пешка · a2 белая пешка · b2 белая пешка · f2 белая пешка · g2 белая пешка · a1 белая ладья · c1 белый слон · d1 белый ферзь · e1 белый король · f1 белый слон · g1 белый конь · h1 белая ладья | a8 чёрная ладья · b8 чёрный конь · c8 чёрный слон · d8 чёрный ферзь · f8 чёрная ладья · g8 чёрный король · a7 чёрная пешка · b7 чёрная пешка · c7 чёрная пешка · e7 чёрная пешка · f7 чёрная пешка · g7 чёрный слон · h7 чёрная пешка · d6 чёрная пешка · f6 чёрный конь · g6 чёрная пешка · c4 белая пешка · d4 белая пешка · e4 белая пешка · c3 белый конь · h3 белая пешка · a2 белая пешка · b2 белая пешка · f2 белая пешка · g2 белая пешка · a1 белая ладья · c1 белый слон · d1 белый ферзь · e1 белый король · f1 белый слон · g1 белый конь · h1 белая ладья | a8 чёрная ладья · b8 чёрный конь · c8 чёрный слон · d8 чёрный ферзь · f8 чёрная ладья · g8 чёрный король · a7 чёрная пешка · b7 чёрная пешка · c7 чёрная пешка · e7 чёрная пешка · f7 чёрная пешка · g7 чёрный слон · h7 чёрная пешка · d6 чёрная пешка · f6 чёрный конь · g6 чёрная пешка · c4 белая пешка · d4 белая пешка · e4 белая пешка · c3 белый конь · h3 белая пешка · a2 белая пешка · b2 белая пешка · f2 белая пешка · g2 белая пешка · a1 белая ладья · c1 белый слон · d1 белый ферзь · e1 белый король · f1 белый слон · g1 белый конь · h1 белая ладья | a8 чёрная ладья · b8 чёрный конь · c8 чёрный слон · d8 чёрный ферзь · f8 чёрная ладья · g8 чёрный король · a7 чёрная пешка · b7 чёрная пешка · c7 чёрная пешка · e7 чёрная пешка · f7 чёрная пешка · g7 чёрный слон · h7 чёрная пешка · d6 чёрная пешка · f6 чёрный конь · g6 чёрная пешка · c4 белая пешка · d4 белая пешка · e4 белая пешка · c3 белый конь · h3 белая пешка · a2 белая пешка · b2 белая пешка · f2 белая пешка · g2 белая пешка · a1 белая ладья · c1 белый слон · d1 белый ферзь · e1 белый король · f1 белый слон · g1 белый конь · h1 белая ладья | a8 чёрная ладья · b8 чёрный конь · c8 чёрный слон · d8 чёрный ферзь · f8 чёрная ладья · g8 чёрный король · a7 чёрная пешка · b7 чёрная пешка · c7 чёрная пешка · e7 чёрная пешка · f7 чёрная пешка · g7 чёрный слон · h7 чёрная пешка · d6 чёрная пешка · f6 чёрный конь · g6 чёрная пешка · c4 белая пешка · d4 белая пешка · e4 белая пешка · c3 белый конь · h3 белая пешка · a2 белая пешка · b2 белая пешка · f2 белая пешка · g2 белая пешка · a1 белая ладья · c1 белый слон · d1 белый ферзь · e1 белый король · f1 белый слон · g1 белый конь · h1 белая ладья | a8 чёрная ладья · b8 чёрный конь · c8 чёрный слон · d8 чёрный ферзь · f8 чёрная ладья · g8 чёрный король · a7 чёрная пешка · b7 чёрная пешка · c7 чёрная пешка · e7 чёрная пешка · f7 чёрная пешка · g7 чёрный слон · h7 чёрная пешка · d6 чёрная пешка · f6 чёрный конь · g6 чёрная пешка · c4 белая пешка · d4 белая пешка · e4 белая пешка · c3 белый конь · h3 белая пешка · a2 белая пешка · b2 белая пешка · f2 белая пешка · g2 белая пешка · a1 белая ладья · c1 белый слон · d1 белый ферзь · e1 белый король · f1 белый слон · g1 белый конь · h1 белая ладья | 7 |
| 6 | a8 чёрная ладья · b8 чёрный конь · c8 чёрный слон · d8 чёрный ферзь · f8 чёрная ладья · g8 чёрный король · a7 чёрная пешка · b7 чёрная пешка · c7 чёрная пешка · e7 чёрная пешка · f7 чёрная пешка · g7 чёрный слон · h7 чёрная пешка · d6 чёрная пешка · f6 чёрный конь · g6 чёрная пешка · c4 белая пешка · d4 белая пешка · e4 белая пешка · c3 белый конь · h3 белая пешка · a2 белая пешка · b2 белая пешка · f2 белая пешка · g2 белая пешка · a1 белая ладья · c1 белый слон · d1 белый ферзь · e1 белый король · f1 белый слон · g1 белый конь · h1 белая ладья | a8 чёрная ладья · b8 чёрный конь · c8 чёрный слон · d8 чёрный ферзь · f8 чёрная ладья · g8 чёрный король · a7 чёрная пешка · b7 чёрная пешка · c7 чёрная пешка · e7 чёрная пешка · f7 чёрная пешка · g7 чёрный слон · h7 чёрная пешка · d6 чёрная пешка · f6 чёрный конь · g6 чёрная пешка · c4 белая пешка · d4 белая пешка · e4 белая пешка · c3 белый конь · h3 белая пешка · a2 белая пешка · b2 белая пешка · f2 белая пешка · g2 белая пешка · a1 белая ладья · c1 белый слон · d1 белый ферзь · e1 белый король · f1 белый слон · g1 белый конь · h1 белая ладья | a8 чёрная ладья · b8 чёрный конь · c8 чёрный слон · d8 чёрный ферзь · f8 чёрная ладья · g8 чёрный король · a7 чёрная пешка · b7 чёрная пешка · c7 чёрная пешка · e7 чёрная пешка · f7 чёрная пешка · g7 чёрный слон · h7 чёрная пешка · d6 чёрная пешка · f6 чёрный конь · g6 чёрная пешка · c4 белая пешка · d4 белая пешка · e4 белая пешка · c3 белый конь · h3 белая пешка · a2 белая пешка · b2 белая пешка · f2 белая пешка · g2 белая пешка · a1 белая ладья · c1 белый слон · d1 белый ферзь · e1 белый король · f1 белый слон · g1 белый конь · h1 белая ладья | a8 чёрная ладья · b8 чёрный конь · c8 чёрный слон · d8 чёрный ферзь · f8 чёрная ладья · g8 чёрный король · a7 чёрная пешка · b7 чёрная пешка · c7 чёрная пешка · e7 чёрная пешка · f7 чёрная пешка · g7 чёрный слон · h7 чёрная пешка · d6 чёрная пешка · f6 чёрный конь · g6 чёрная пешка · c4 белая пешка · d4 белая пешка · e4 белая пешка · c3 белый конь · h3 белая пешка · a2 белая пешка · b2 белая пешка · f2 белая пешка · g2 белая пешка · a1 белая ладья · c1 белый слон · d1 белый ферзь · e1 белый король · f1 белый слон · g1 белый конь · h1 белая ладья | a8 чёрная ладья · b8 чёрный конь · c8 чёрный слон · d8 чёрный ферзь · f8 чёрная ладья · g8 чёрный король · a7 чёрная пешка · b7 чёрная пешка · c7 чёрная пешка · e7 чёрная пешка · f7 чёрная пешка · g7 чёрный слон · h7 чёрная пешка · d6 чёрная пешка · f6 чёрный конь · g6 чёрная пешка · c4 белая пешка · d4 белая пешка · e4 белая пешка · c3 белый конь · h3 белая пешка · a2 белая пешка · b2 белая пешка · f2 белая пешка · g2 белая пешка · a1 белая ладья · c1 белый слон · d1 белый ферзь · e1 белый король · f1 белый слон · g1 белый конь · h1 белая ладья | a8 чёрная ладья · b8 чёрный конь · c8 чёрный слон · d8 чёрный ферзь · f8 чёрная ладья · g8 чёрный король · a7 чёрная пешка · b7 чёрная пешка · c7 чёрная пешка · e7 чёрная пешка · f7 чёрная пешка · g7 чёрный слон · h7 чёрная пешка · d6 чёрная пешка · f6 чёрный конь · g6 чёрная пешка · c4 белая пешка · d4 белая пешка · e4 белая пешка · c3 белый конь · h3 белая пешка · a2 белая пешка · b2 белая пешка · f2 белая пешка · g2 белая пешка · a1 белая ладья · c1 белый слон · d1 белый ферзь · e1 белый король · f1 белый слон · g1 белый конь · h1 белая ладья | a8 чёрная ладья · b8 чёрный конь · c8 чёрный слон · d8 чёрный ферзь · f8 чёрная ладья · g8 чёрный король · a7 чёрная пешка · b7 чёрная пешка · c7 чёрная пешка · e7 чёрная пешка · f7 чёрная пешка · g7 чёрный слон · h7 чёрная пешка · d6 чёрная пешка · f6 чёрный конь · g6 чёрная пешка · c4 белая пешка · d4 белая пешка · e4 белая пешка · c3 белый конь · h3 белая пешка · a2 белая пешка · b2 белая пешка · f2 белая пешка · g2 белая пешка · a1 белая ладья · c1 белый слон · d1 белый ферзь · e1 белый король · f1 белый слон · g1 белый конь · h1 белая ладья | a8 чёрная ладья · b8 чёрный конь · c8 чёрный слон · d8 чёрный ферзь · f8 чёрная ладья · g8 чёрный король · a7 чёрная пешка · b7 чёрная пешка · c7 чёрная пешка · e7 чёрная пешка · f7 чёрная пешка · g7 чёрный слон · h7 чёрная пешка · d6 чёрная пешка · f6 чёрный конь · g6 чёрная пешка · c4 белая пешка · d4 белая пешка · e4 белая пешка · c3 белый конь · h3 белая пешка · a2 белая пешка · b2 белая пешка · f2 белая пешка · g2 белая пешка · a1 белая ладья · c1 белый слон · d1 белый ферзь · e1 белый король · f1 белый слон · g1 белый конь · h1 белая ладья | 6 |
| 5 | a8 чёрная ладья · b8 чёрный конь · c8 чёрный слон · d8 чёрный ферзь · f8 чёрная ладья · g8 чёрный король · a7 чёрная пешка · b7 чёрная пешка · c7 чёрная пешка · e7 чёрная пешка · f7 чёрная пешка · g7 чёрный слон · h7 чёрная пешка · d6 чёрная пешка · f6 чёрный конь · g6 чёрная пешка · c4 белая пешка · d4 белая пешка · e4 белая пешка · c3 белый конь · h3 белая пешка · a2 белая пешка · b2 белая пешка · f2 белая пешка · g2 белая пешка · a1 белая ладья · c1 белый слон · d1 белый ферзь · e1 белый король · f1 белый слон · g1 белый конь · h1 белая ладья | a8 чёрная ладья · b8 чёрный конь · c8 чёрный слон · d8 чёрный ферзь · f8 чёрная ладья · g8 чёрный король · a7 чёрная пешка · b7 чёрная пешка · c7 чёрная пешка · e7 чёрная пешка · f7 чёрная пешка · g7 чёрный слон · h7 чёрная пешка · d6 чёрная пешка · f6 чёрный конь · g6 чёрная пешка · c4 белая пешка · d4 белая пешка · e4 белая пешка · c3 белый конь · h3 белая пешка · a2 белая пешка · b2 белая пешка · f2 белая пешка · g2 белая пешка · a1 белая ладья · c1 белый слон · d1 белый ферзь · e1 белый король · f1 белый слон · g1 белый конь · h1 белая ладья | a8 чёрная ладья · b8 чёрный конь · c8 чёрный слон · d8 чёрный ферзь · f8 чёрная ладья · g8 чёрный король · a7 чёрная пешка · b7 чёрная пешка · c7 чёрная пешка · e7 чёрная пешка · f7 чёрная пешка · g7 чёрный слон · h7 чёрная пешка · d6 чёрная пешка · f6 чёрный конь · g6 чёрная пешка · c4 белая пешка · d4 белая пешка · e4 белая пешка · c3 белый конь · h3 белая пешка · a2 белая пешка · b2 белая пешка · f2 белая пешка · g2 белая пешка · a1 белая ладья · c1 белый слон · d1 белый ферзь · e1 белый король · f1 белый слон · g1 белый конь · h1 белая ладья | a8 чёрная ладья · b8 чёрный конь · c8 чёрный слон · d8 чёрный ферзь · f8 чёрная ладья · g8 чёрный король · a7 чёрная пешка · b7 чёрная пешка · c7 чёрная пешка · e7 чёрная пешка · f7 чёрная пешка · g7 чёрный слон · h7 чёрная пешка · d6 чёрная пешка · f6 чёрный конь · g6 чёрная пешка · c4 белая пешка · d4 белая пешка · e4 белая пешка · c3 белый конь · h3 белая пешка · a2 белая пешка · b2 белая пешка · f2 белая пешка · g2 белая пешка · a1 белая ладья · c1 белый слон · d1 белый ферзь · e1 белый король · f1 белый слон · g1 белый конь · h1 белая ладья | a8 чёрная ладья · b8 чёрный конь · c8 чёрный слон · d8 чёрный ферзь · f8 чёрная ладья · g8 чёрный король · a7 чёрная пешка · b7 чёрная пешка · c7 чёрная пешка · e7 чёрная пешка · f7 чёрная пешка · g7 чёрный слон · h7 чёрная пешка · d6 чёрная пешка · f6 чёрный конь · g6 чёрная пешка · c4 белая пешка · d4 белая пешка · e4 белая пешка · c3 белый конь · h3 белая пешка · a2 белая пешка · b2 белая пешка · f2 белая пешка · g2 белая пешка · a1 белая ладья · c1 белый слон · d1 белый ферзь · e1 белый король · f1 белый слон · g1 белый конь · h1 белая ладья | a8 чёрная ладья · b8 чёрный конь · c8 чёрный слон · d8 чёрный ферзь · f8 чёрная ладья · g8 чёрный король · a7 чёрная пешка · b7 чёрная пешка · c7 чёрная пешка · e7 чёрная пешка · f7 чёрная пешка · g7 чёрный слон · h7 чёрная пешка · d6 чёрная пешка · f6 чёрный конь · g6 чёрная пешка · c4 белая пешка · d4 белая пешка · e4 белая пешка · c3 белый конь · h3 белая пешка · a2 белая пешка · b2 белая пешка · f2 белая пешка · g2 белая пешка · a1 белая ладья · c1 белый слон · d1 белый ферзь · e1 белый король · f1 белый слон · g1 белый конь · h1 белая ладья | a8 чёрная ладья · b8 чёрный конь · c8 чёрный слон · d8 чёрный ферзь · f8 чёрная ладья · g8 чёрный король · a7 чёрная пешка · b7 чёрная пешка · c7 чёрная пешка · e7 чёрная пешка · f7 чёрная пешка · g7 чёрный слон · h7 чёрная пешка · d6 чёрная пешка · f6 чёрный конь · g6 чёрная пешка · c4 белая пешка · d4 белая пешка · e4 белая пешка · c3 белый конь · h3 белая пешка · a2 белая пешка · b2 белая пешка · f2 белая пешка · g2 белая пешка · a1 белая ладья · c1 белый слон · d1 белый ферзь · e1 белый король · f1 белый слон · g1 белый конь · h1 белая ладья | a8 чёрная ладья · b8 чёрный конь · c8 чёрный слон · d8 чёрный ферзь · f8 чёрная ладья · g8 чёрный король · a7 чёрная пешка · b7 чёрная пешка · c7 чёрная пешка · e7 чёрная пешка · f7 чёрная пешка · g7 чёрный слон · h7 чёрная пешка · d6 чёрная пешка · f6 чёрный конь · g6 чёрная пешка · c4 белая пешка · d4 белая пешка · e4 белая пешка · c3 белый конь · h3 белая пешка · a2 белая пешка · b2 белая пешка · f2 белая пешка · g2 белая пешка · a1 белая ладья · c1 белый слон · d1 белый ферзь · e1 белый король · f1 белый слон · g1 белый конь · h1 белая ладья | 5 |
| 4 | a8 чёрная ладья · b8 чёрный конь · c8 чёрный слон · d8 чёрный ферзь · f8 чёрная ладья · g8 чёрный король · a7 чёрная пешка · b7 чёрная пешка · c7 чёрная пешка · e7 чёрная пешка · f7 чёрная пешка · g7 чёрный слон · h7 чёрная пешка · d6 чёрная пешка · f6 чёрный конь · g6 чёрная пешка · c4 белая пешка · d4 белая пешка · e4 белая пешка · c3 белый конь · h3 белая пешка · a2 белая пешка · b2 белая пешка · f2 белая пешка · g2 белая пешка · a1 белая ладья · c1 белый слон · d1 белый ферзь · e1 белый король · f1 белый слон · g1 белый конь · h1 белая ладья | a8 чёрная ладья · b8 чёрный конь · c8 чёрный слон · d8 чёрный ферзь · f8 чёрная ладья · g8 чёрный король · a7 чёрная пешка · b7 чёрная пешка · c7 чёрная пешка · e7 чёрная пешка · f7 чёрная пешка · g7 чёрный слон · h7 чёрная пешка · d6 чёрная пешка · f6 чёрный конь · g6 чёрная пешка · c4 белая пешка · d4 белая пешка · e4 белая пешка · c3 белый конь · h3 белая пешка · a2 белая пешка · b2 белая пешка · f2 белая пешка · g2 белая пешка · a1 белая ладья · c1 белый слон · d1 белый ферзь · e1 белый король · f1 белый слон · g1 белый конь · h1 белая ладья | a8 чёрная ладья · b8 чёрный конь · c8 чёрный слон · d8 чёрный ферзь · f8 чёрная ладья · g8 чёрный король · a7 чёрная пешка · b7 чёрная пешка · c7 чёрная пешка · e7 чёрная пешка · f7 чёрная пешка · g7 чёрный слон · h7 чёрная пешка · d6 чёрная пешка · f6 чёрный конь · g6 чёрная пешка · c4 белая пешка · d4 белая пешка · e4 белая пешка · c3 белый конь · h3 белая пешка · a2 белая пешка · b2 белая пешка · f2 белая пешка · g2 белая пешка · a1 белая ладья · c1 белый слон · d1 белый ферзь · e1 белый король · f1 белый слон · g1 белый конь · h1 белая ладья | a8 чёрная ладья · b8 чёрный конь · c8 чёрный слон · d8 чёрный ферзь · f8 чёрная ладья · g8 чёрный король · a7 чёрная пешка · b7 чёрная пешка · c7 чёрная пешка · e7 чёрная пешка · f7 чёрная пешка · g7 чёрный слон · h7 чёрная пешка · d6 чёрная пешка · f6 чёрный конь · g6 чёрная пешка · c4 белая пешка · d4 белая пешка · e4 белая пешка · c3 белый конь · h3 белая пешка · a2 белая пешка · b2 белая пешка · f2 белая пешка · g2 белая пешка · a1 белая ладья · c1 белый слон · d1 белый ферзь · e1 белый король · f1 белый слон · g1 белый конь · h1 белая ладья | a8 чёрная ладья · b8 чёрный конь · c8 чёрный слон · d8 чёрный ферзь · f8 чёрная ладья · g8 чёрный король · a7 чёрная пешка · b7 чёрная пешка · c7 чёрная пешка · e7 чёрная пешка · f7 чёрная пешка · g7 чёрный слон · h7 чёрная пешка · d6 чёрная пешка · f6 чёрный конь · g6 чёрная пешка · c4 белая пешка · d4 белая пешка · e4 белая пешка · c3 белый конь · h3 белая пешка · a2 белая пешка · b2 белая пешка · f2 белая пешка · g2 белая пешка · a1 белая ладья · c1 белый слон · d1 белый ферзь · e1 белый король · f1 белый слон · g1 белый конь · h1 белая ладья | a8 чёрная ладья · b8 чёрный конь · c8 чёрный слон · d8 чёрный ферзь · f8 чёрная ладья · g8 чёрный король · a7 чёрная пешка · b7 чёрная пешка · c7 чёрная пешка · e7 чёрная пешка · f7 чёрная пешка · g7 чёрный слон · h7 чёрная пешка · d6 чёрная пешка · f6 чёрный конь · g6 чёрная пешка · c4 белая пешка · d4 белая пешка · e4 белая пешка · c3 белый конь · h3 белая пешка · a2 белая пешка · b2 белая пешка · f2 белая пешка · g2 белая пешка · a1 белая ладья · c1 белый слон · d1 белый ферзь · e1 белый король · f1 белый слон · g1 белый конь · h1 белая ладья | a8 чёрная ладья · b8 чёрный конь · c8 чёрный слон · d8 чёрный ферзь · f8 чёрная ладья · g8 чёрный король · a7 чёрная пешка · b7 чёрная пешка · c7 чёрная пешка · e7 чёрная пешка · f7 чёрная пешка · g7 чёрный слон · h7 чёрная пешка · d6 чёрная пешка · f6 чёрный конь · g6 чёрная пешка · c4 белая пешка · d4 белая пешка · e4 белая пешка · c3 белый конь · h3 белая пешка · a2 белая пешка · b2 белая пешка · f2 белая пешка · g2 белая пешка · a1 белая ладья · c1 белый слон · d1 белый ферзь · e1 белый король · f1 белый слон · g1 белый конь · h1 белая ладья | a8 чёрная ладья · b8 чёрный конь · c8 чёрный слон · d8 чёрный ферзь · f8 чёрная ладья · g8 чёрный король · a7 чёрная пешка · b7 чёрная пешка · c7 чёрная пешка · e7 чёрная пешка · f7 чёрная пешка · g7 чёрный слон · h7 чёрная пешка · d6 чёрная пешка · f6 чёрный конь · g6 чёрная пешка · c4 белая пешка · d4 белая пешка · e4 белая пешка · c3 белый конь · h3 белая пешка · a2 белая пешка · b2 белая пешка · f2 белая пешка · g2 белая пешка · a1 белая ладья · c1 белый слон · d1 белый ферзь · e1 белый король · f1 белый слон · g1 белый конь · h1 белая ладья | 4 |
| 3 | a8 чёрная ладья · b8 чёрный конь · c8 чёрный слон · d8 чёрный ферзь · f8 чёрная ладья · g8 чёрный король · a7 чёрная пешка · b7 чёрная пешка · c7 чёрная пешка · e7 чёрная пешка · f7 чёрная пешка · g7 чёрный слон · h7 чёрная пешка · d6 чёрная пешка · f6 чёрный конь · g6 чёрная пешка · c4 белая пешка · d4 белая пешка · e4 белая пешка · c3 белый конь · h3 белая пешка · a2 белая пешка · b2 белая пешка · f2 белая пешка · g2 белая пешка · a1 белая ладья · c1 белый слон · d1 белый ферзь · e1 белый король · f1 белый слон · g1 белый конь · h1 белая ладья | a8 чёрная ладья · b8 чёрный конь · c8 чёрный слон · d8 чёрный ферзь · f8 чёрная ладья · g8 чёрный король · a7 чёрная пешка · b7 чёрная пешка · c7 чёрная пешка · e7 чёрная пешка · f7 чёрная пешка · g7 чёрный слон · h7 чёрная пешка · d6 чёрная пешка · f6 чёрный конь · g6 чёрная пешка · c4 белая пешка · d4 белая пешка · e4 белая пешка · c3 белый конь · h3 белая пешка · a2 белая пешка · b2 белая пешка · f2 белая пешка · g2 белая пешка · a1 белая ладья · c1 белый слон · d1 белый ферзь · e1 белый король · f1 белый слон · g1 белый конь · h1 белая ладья | a8 чёрная ладья · b8 чёрный конь · c8 чёрный слон · d8 чёрный ферзь · f8 чёрная ладья · g8 чёрный король · a7 чёрная пешка · b7 чёрная пешка · c7 чёрная пешка · e7 чёрная пешка · f7 чёрная пешка · g7 чёрный слон · h7 чёрная пешка · d6 чёрная пешка · f6 чёрный конь · g6 чёрная пешка · c4 белая пешка · d4 белая пешка · e4 белая пешка · c3 белый конь · h3 белая пешка · a2 белая пешка · b2 белая пешка · f2 белая пешка · g2 белая пешка · a1 белая ладья · c1 белый слон · d1 белый ферзь · e1 белый король · f1 белый слон · g1 белый конь · h1 белая ладья | a8 чёрная ладья · b8 чёрный конь · c8 чёрный слон · d8 чёрный ферзь · f8 чёрная ладья · g8 чёрный король · a7 чёрная пешка · b7 чёрная пешка · c7 чёрная пешка · e7 чёрная пешка · f7 чёрная пешка · g7 чёрный слон · h7 чёрная пешка · d6 чёрная пешка · f6 чёрный конь · g6 чёрная пешка · c4 белая пешка · d4 белая пешка · e4 белая пешка · c3 белый конь · h3 белая пешка · a2 белая пешка · b2 белая пешка · f2 белая пешка · g2 белая пешка · a1 белая ладья · c1 белый слон · d1 белый ферзь · e1 белый король · f1 белый слон · g1 белый конь · h1 белая ладья | a8 чёрная ладья · b8 чёрный конь · c8 чёрный слон · d8 чёрный ферзь · f8 чёрная ладья · g8 чёрный король · a7 чёрная пешка · b7 чёрная пешка · c7 чёрная пешка · e7 чёрная пешка · f7 чёрная пешка · g7 чёрный слон · h7 чёрная пешка · d6 чёрная пешка · f6 чёрный конь · g6 чёрная пешка · c4 белая пешка · d4 белая пешка · e4 белая пешка · c3 белый конь · h3 белая пешка · a2 белая пешка · b2 белая пешка · f2 белая пешка · g2 белая пешка · a1 белая ладья · c1 белый слон · d1 белый ферзь · e1 белый король · f1 белый слон · g1 белый конь · h1 белая ладья | a8 чёрная ладья · b8 чёрный конь · c8 чёрный слон · d8 чёрный ферзь · f8 чёрная ладья · g8 чёрный король · a7 чёрная пешка · b7 чёрная пешка · c7 чёрная пешка · e7 чёрная пешка · f7 чёрная пешка · g7 чёрный слон · h7 чёрная пешка · d6 чёрная пешка · f6 чёрный конь · g6 чёрная пешка · c4 белая пешка · d4 белая пешка · e4 белая пешка · c3 белый конь · h3 белая пешка · a2 белая пешка · b2 белая пешка · f2 белая пешка · g2 белая пешка · a1 белая ладья · c1 белый слон · d1 белый ферзь · e1 белый король · f1 белый слон · g1 белый конь · h1 белая ладья | a8 чёрная ладья · b8 чёрный конь · c8 чёрный слон · d8 чёрный ферзь · f8 чёрная ладья · g8 чёрный король · a7 чёрная пешка · b7 чёрная пешка · c7 чёрная пешка · e7 чёрная пешка · f7 чёрная пешка · g7 чёрный слон · h7 чёрная пешка · d6 чёрная пешка · f6 чёрный конь · g6 чёрная пешка · c4 белая пешка · d4 белая пешка · e4 белая пешка · c3 белый конь · h3 белая пешка · a2 белая пешка · b2 белая пешка · f2 белая пешка · g2 белая пешка · a1 белая ладья · c1 белый слон · d1 белый ферзь · e1 белый король · f1 белый слон · g1 белый конь · h1 белая ладья | a8 чёрная ладья · b8 чёрный конь · c8 чёрный слон · d8 чёрный ферзь · f8 чёрная ладья · g8 чёрный король · a7 чёрная пешка · b7 чёрная пешка · c7 чёрная пешка · e7 чёрная пешка · f7 чёрная пешка · g7 чёрный слон · h7 чёрная пешка · d6 чёрная пешка · f6 чёрный конь · g6 чёрная пешка · c4 белая пешка · d4 белая пешка · e4 белая пешка · c3 белый конь · h3 белая пешка · a2 белая пешка · b2 белая пешка · f2 белая пешка · g2 белая пешка · a1 белая ладья · c1 белый слон · d1 белый ферзь · e1 белый король · f1 белый слон · g1 белый конь · h1 белая ладья | 3 |
| 2 | a8 чёрная ладья · b8 чёрный конь · c8 чёрный слон · d8 чёрный ферзь · f8 чёрная ладья · g8 чёрный король · a7 чёрная пешка · b7 чёрная пешка · c7 чёрная пешка · e7 чёрная пешка · f7 чёрная пешка · g7 чёрный слон · h7 чёрная пешка · d6 чёрная пешка · f6 чёрный конь · g6 чёрная пешка · c4 белая пешка · d4 белая пешка · e4 белая пешка · c3 белый конь · h3 белая пешка · a2 белая пешка · b2 белая пешка · f2 белая пешка · g2 белая пешка · a1 белая ладья · c1 белый слон · d1 белый ферзь · e1 белый король · f1 белый слон · g1 белый конь · h1 белая ладья | a8 чёрная ладья · b8 чёрный конь · c8 чёрный слон · d8 чёрный ферзь · f8 чёрная ладья · g8 чёрный король · a7 чёрная пешка · b7 чёрная пешка · c7 чёрная пешка · e7 чёрная пешка · f7 чёрная пешка · g7 чёрный слон · h7 чёрная пешка · d6 чёрная пешка · f6 чёрный конь · g6 чёрная пешка · c4 белая пешка · d4 белая пешка · e4 белая пешка · c3 белый конь · h3 белая пешка · a2 белая пешка · b2 белая пешка · f2 белая пешка · g2 белая пешка · a1 белая ладья · c1 белый слон · d1 белый ферзь · e1 белый король · f1 белый слон · g1 белый конь · h1 белая ладья | a8 чёрная ладья · b8 чёрный конь · c8 чёрный слон · d8 чёрный ферзь · f8 чёрная ладья · g8 чёрный король · a7 чёрная пешка · b7 чёрная пешка · c7 чёрная пешка · e7 чёрная пешка · f7 чёрная пешка · g7 чёрный слон · h7 чёрная пешка · d6 чёрная пешка · f6 чёрный конь · g6 чёрная пешка · c4 белая пешка · d4 белая пешка · e4 белая пешка · c3 белый конь · h3 белая пешка · a2 белая пешка · b2 белая пешка · f2 белая пешка · g2 белая пешка · a1 белая ладья · c1 белый слон · d1 белый ферзь · e1 белый король · f1 белый слон · g1 белый конь · h1 белая ладья | a8 чёрная ладья · b8 чёрный конь · c8 чёрный слон · d8 чёрный ферзь · f8 чёрная ладья · g8 чёрный король · a7 чёрная пешка · b7 чёрная пешка · c7 чёрная пешка · e7 чёрная пешка · f7 чёрная пешка · g7 чёрный слон · h7 чёрная пешка · d6 чёрная пешка · f6 чёрный конь · g6 чёрная пешка · c4 белая пешка · d4 белая пешка · e4 белая пешка · c3 белый конь · h3 белая пешка · a2 белая пешка · b2 белая пешка · f2 белая пешка · g2 белая пешка · a1 белая ладья · c1 белый слон · d1 белый ферзь · e1 белый король · f1 белый слон · g1 белый конь · h1 белая ладья | a8 чёрная ладья · b8 чёрный конь · c8 чёрный слон · d8 чёрный ферзь · f8 чёрная ладья · g8 чёрный король · a7 чёрная пешка · b7 чёрная пешка · c7 чёрная пешка · e7 чёрная пешка · f7 чёрная пешка · g7 чёрный слон · h7 чёрная пешка · d6 чёрная пешка · f6 чёрный конь · g6 чёрная пешка · c4 белая пешка · d4 белая пешка · e4 белая пешка · c3 белый конь · h3 белая пешка · a2 белая пешка · b2 белая пешка · f2 белая пешка · g2 белая пешка · a1 белая ладья · c1 белый слон · d1 белый ферзь · e1 белый король · f1 белый слон · g1 белый конь · h1 белая ладья | a8 чёрная ладья · b8 чёрный конь · c8 чёрный слон · d8 чёрный ферзь · f8 чёрная ладья · g8 чёрный король · a7 чёрная пешка · b7 чёрная пешка · c7 чёрная пешка · e7 чёрная пешка · f7 чёрная пешка · g7 чёрный слон · h7 чёрная пешка · d6 чёрная пешка · f6 чёрный конь · g6 чёрная пешка · c4 белая пешка · d4 белая пешка · e4 белая пешка · c3 белый конь · h3 белая пешка · a2 белая пешка · b2 белая пешка · f2 белая пешка · g2 белая пешка · a1 белая ладья · c1 белый слон · d1 белый ферзь · e1 белый король · f1 белый слон · g1 белый конь · h1 белая ладья | a8 чёрная ладья · b8 чёрный конь · c8 чёрный слон · d8 чёрный ферзь · f8 чёрная ладья · g8 чёрный король · a7 чёрная пешка · b7 чёрная пешка · c7 чёрная пешка · e7 чёрная пешка · f7 чёрная пешка · g7 чёрный слон · h7 чёрная пешка · d6 чёрная пешка · f6 чёрный конь · g6 чёрная пешка · c4 белая пешка · d4 белая пешка · e4 белая пешка · c3 белый конь · h3 белая пешка · a2 белая пешка · b2 белая пешка · f2 белая пешка · g2 белая пешка · a1 белая ладья · c1 белый слон · d1 белый ферзь · e1 белый король · f1 белый слон · g1 белый конь · h1 белая ладья | a8 чёрная ладья · b8 чёрный конь · c8 чёрный слон · d8 чёрный ферзь · f8 чёрная ладья · g8 чёрный король · a7 чёрная пешка · b7 чёрная пешка · c7 чёрная пешка · e7 чёрная пешка · f7 чёрная пешка · g7 чёрный слон · h7 чёрная пешка · d6 чёрная пешка · f6 чёрный конь · g6 чёрная пешка · c4 белая пешка · d4 белая пешка · e4 белая пешка · c3 белый конь · h3 белая пешка · a2 белая пешка · b2 белая пешка · f2 белая пешка · g2 белая пешка · a1 белая ладья · c1 белый слон · d1 белый ферзь · e1 белый король · f1 белый слон · g1 белый конь · h1 белая ладья | 2 |
| 1 | a8 чёрная ладья · b8 чёрный конь · c8 чёрный слон · d8 чёрный ферзь · f8 чёрная ладья · g8 чёрный король · a7 чёрная пешка · b7 чёрная пешка · c7 чёрная пешка · e7 чёрная пешка · f7 чёрная пешка · g7 чёрный слон · h7 чёрная пешка · d6 чёрная пешка · f6 чёрный конь · g6 чёрная пешка · c4 белая пешка · d4 белая пешка · e4 белая пешка · c3 белый конь · h3 белая пешка · a2 белая пешка · b2 белая пешка · f2 белая пешка · g2 белая пешка · a1 белая ладья · c1 белый слон · d1 белый ферзь · e1 белый король · f1 белый слон · g1 белый конь · h1 белая ладья | a8 чёрная ладья · b8 чёрный конь · c8 чёрный слон · d8 чёрный ферзь · f8 чёрная ладья · g8 чёрный король · a7 чёрная пешка · b7 чёрная пешка · c7 чёрная пешка · e7 чёрная пешка · f7 чёрная пешка · g7 чёрный слон · h7 чёрная пешка · d6 чёрная пешка · f6 чёрный конь · g6 чёрная пешка · c4 белая пешка · d4 белая пешка · e4 белая пешка · c3 белый конь · h3 белая пешка · a2 белая пешка · b2 белая пешка · f2 белая пешка · g2 белая пешка · a1 белая ладья · c1 белый слон · d1 белый ферзь · e1 белый король · f1 белый слон · g1 белый конь · h1 белая ладья | a8 чёрная ладья · b8 чёрный конь · c8 чёрный слон · d8 чёрный ферзь · f8 чёрная ладья · g8 чёрный король · a7 чёрная пешка · b7 чёрная пешка · c7 чёрная пешка · e7 чёрная пешка · f7 чёрная пешка · g7 чёрный слон · h7 чёрная пешка · d6 чёрная пешка · f6 чёрный конь · g6 чёрная пешка · c4 белая пешка · d4 белая пешка · e4 белая пешка · c3 белый конь · h3 белая пешка · a2 белая пешка · b2 белая пешка · f2 белая пешка · g2 белая пешка · a1 белая ладья · c1 белый слон · d1 белый ферзь · e1 белый король · f1 белый слон · g1 белый конь · h1 белая ладья | a8 чёрная ладья · b8 чёрный конь · c8 чёрный слон · d8 чёрный ферзь · f8 чёрная ладья · g8 чёрный король · a7 чёрная пешка · b7 чёрная пешка · c7 чёрная пешка · e7 чёрная пешка · f7 чёрная пешка · g7 чёрный слон · h7 чёрная пешка · d6 чёрная пешка · f6 чёрный конь · g6 чёрная пешка · c4 белая пешка · d4 белая пешка · e4 белая пешка · c3 белый конь · h3 белая пешка · a2 белая пешка · b2 белая пешка · f2 белая пешка · g2 белая пешка · a1 белая ладья · c1 белый слон · d1 белый ферзь · e1 белый король · f1 белый слон · g1 белый конь · h1 белая ладья | a8 чёрная ладья · b8 чёрный конь · c8 чёрный слон · d8 чёрный ферзь · f8 чёрная ладья · g8 чёрный король · a7 чёрная пешка · b7 чёрная пешка · c7 чёрная пешка · e7 чёрная пешка · f7 чёрная пешка · g7 чёрный слон · h7 чёрная пешка · d6 чёрная пешка · f6 чёрный конь · g6 чёрная пешка · c4 белая пешка · d4 белая пешка · e4 белая пешка · c3 белый конь · h3 белая пешка · a2 белая пешка · b2 белая пешка · f2 белая пешка · g2 белая пешка · a1 белая ладья · c1 белый слон · d1 белый ферзь · e1 белый король · f1 белый слон · g1 белый конь · h1 белая ладья | a8 чёрная ладья · b8 чёрный конь · c8 чёрный слон · d8 чёрный ферзь · f8 чёрная ладья · g8 чёрный король · a7 чёрная пешка · b7 чёрная пешка · c7 чёрная пешка · e7 чёрная пешка · f7 чёрная пешка · g7 чёрный слон · h7 чёрная пешка · d6 чёрная пешка · f6 чёрный конь · g6 чёрная пешка · c4 белая пешка · d4 белая пешка · e4 белая пешка · c3 белый конь · h3 белая пешка · a2 белая пешка · b2 белая пешка · f2 белая пешка · g2 белая пешка · a1 белая ладья · c1 белый слон · d1 белый ферзь · e1 белый король · f1 белый слон · g1 белый конь · h1 белая ладья | a8 чёрная ладья · b8 чёрный конь · c8 чёрный слон · d8 чёрный ферзь · f8 чёрная ладья · g8 чёрный король · a7 чёрная пешка · b7 чёрная пешка · c7 чёрная пешка · e7 чёрная пешка · f7 чёрная пешка · g7 чёрный слон · h7 чёрная пешка · d6 чёрная пешка · f6 чёрный конь · g6 чёрная пешка · c4 белая пешка · d4 белая пешка · e4 белая пешка · c3 белый конь · h3 белая пешка · a2 белая пешка · b2 белая пешка · f2 белая пешка · g2 белая пешка · a1 белая ладья · c1 белый слон · d1 белый ферзь · e1 белый король · f1 белый слон · g1 белый конь · h1 белая ладья | a8 чёрная ладья · b8 чёрный конь · c8 чёрный слон · d8 чёрный ферзь · f8 чёрная ладья · g8 чёрный король · a7 чёрная пешка · b7 чёрная пешка · c7 чёрная пешка · e7 чёрная пешка · f7 чёрная пешка · g7 чёрный слон · h7 чёрная пешка · d6 чёрная пешка · f6 чёрный конь · g6 чёрная пешка · c4 белая пешка · d4 белая пешка · e4 белая пешка · c3 белый конь · h3 белая пешка · a2 белая пешка · b2 белая пешка · f2 белая пешка · g2 белая пешка · a1 белая ладья · c1 белый слон · d1 белый ферзь · e1 белый король · f1 белый слон · g1 белый конь · h1 белая ладья | 1 |
|   | a | b | c | d | e | f | g | h |   |

Вместе с А. П. Сокольским Макогонов разработал систему 1. d4 Кf6 2. c4 g6 3. Кc3 Сg7 4. e4 d6 5. h3 0—0, впервые предложенную Р. Рети. «Белые готовят развитие слона на e3, защищаясь от возможного в этом случае выпада Кf6—g4. Кроме того, они имеют в виду и g2—g4, причем в отличие от системы Земиша поле f3 свободно для коня» (Б. В. Спасский). Авторы связывали свой замысел с ходом 6. Сe3, затем, когда черные нашли четкий порядок ходов, сторонники системы стали играть 6. Кf3. В разное время данная система входила в дебютный репертуар Д. И. Бронштейна, С. Глигорича, Л. Портиша, В. Ульмана, Б. Ларсена, Л. Кавалека. Большой вклад в ее развитие внёс В. К. Багиров. В 1990-е гг. белые начали искать перевес после 6. Сg5. Особенно удачно это продолжение применяли А. Г. Белявский и А. М. Чернин.

### Защита Грюнфельда
|   | a | b | c | d | e | f | g | h |   |
| - | --- | --- | --- | --- | --- | --- | --- | --- | - |
| 8 | a8 чёрная ладья · b8 чёрный конь · c8 чёрный слон · d8 чёрный ферзь · f8 чёрная ладья · g8 чёрный король · a7 чёрная пешка · b7 чёрная пешка · c7 чёрная пешка · e7 чёрная пешка · f7 чёрная пешка · g7 чёрный слон · h7 чёрная пешка · f6 чёрный конь · g6 чёрная пешка · d5 чёрная пешка · b4 белая пешка · c4 белая пешка · d4 белая пешка · c3 белый конь · e3 белая пешка · f3 белый конь · a2 белая пешка · f2 белая пешка · g2 белая пешка · h2 белая пешка · a1 белая ладья · c1 белый слон · d1 белый ферзь · e1 белый король · f1 белый слон · h1 белая ладья | a8 чёрная ладья · b8 чёрный конь · c8 чёрный слон · d8 чёрный ферзь · f8 чёрная ладья · g8 чёрный король · a7 чёрная пешка · b7 чёрная пешка · c7 чёрная пешка · e7 чёрная пешка · f7 чёрная пешка · g7 чёрный слон · h7 чёрная пешка · f6 чёрный конь · g6 чёрная пешка · d5 чёрная пешка · b4 белая пешка · c4 белая пешка · d4 белая пешка · c3 белый конь · e3 белая пешка · f3 белый конь · a2 белая пешка · f2 белая пешка · g2 белая пешка · h2 белая пешка · a1 белая ладья · c1 белый слон · d1 белый ферзь · e1 белый король · f1 белый слон · h1 белая ладья | a8 чёрная ладья · b8 чёрный конь · c8 чёрный слон · d8 чёрный ферзь · f8 чёрная ладья · g8 чёрный король · a7 чёрная пешка · b7 чёрная пешка · c7 чёрная пешка · e7 чёрная пешка · f7 чёрная пешка · g7 чёрный слон · h7 чёрная пешка · f6 чёрный конь · g6 чёрная пешка · d5 чёрная пешка · b4 белая пешка · c4 белая пешка · d4 белая пешка · c3 белый конь · e3 белая пешка · f3 белый конь · a2 белая пешка · f2 белая пешка · g2 белая пешка · h2 белая пешка · a1 белая ладья · c1 белый слон · d1 белый ферзь · e1 белый король · f1 белый слон · h1 белая ладья | a8 чёрная ладья · b8 чёрный конь · c8 чёрный слон · d8 чёрный ферзь · f8 чёрная ладья · g8 чёрный король · a7 чёрная пешка · b7 чёрная пешка · c7 чёрная пешка · e7 чёрная пешка · f7 чёрная пешка · g7 чёрный слон · h7 чёрная пешка · f6 чёрный конь · g6 чёрная пешка · d5 чёрная пешка · b4 белая пешка · c4 белая пешка · d4 белая пешка · c3 белый конь · e3 белая пешка · f3 белый конь · a2 белая пешка · f2 белая пешка · g2 белая пешка · h2 белая пешка · a1 белая ладья · c1 белый слон · d1 белый ферзь · e1 белый король · f1 белый слон · h1 белая ладья | a8 чёрная ладья · b8 чёрный конь · c8 чёрный слон · d8 чёрный ферзь · f8 чёрная ладья · g8 чёрный король · a7 чёрная пешка · b7 чёрная пешка · c7 чёрная пешка · e7 чёрная пешка · f7 чёрная пешка · g7 чёрный слон · h7 чёрная пешка · f6 чёрный конь · g6 чёрная пешка · d5 чёрная пешка · b4 белая пешка · c4 белая пешка · d4 белая пешка · c3 белый конь · e3 белая пешка · f3 белый конь · a2 белая пешка · f2 белая пешка · g2 белая пешка · h2 белая пешка · a1 белая ладья · c1 белый слон · d1 белый ферзь · e1 белый король · f1 белый слон · h1 белая ладья | a8 чёрная ладья · b8 чёрный конь · c8 чёрный слон · d8 чёрный ферзь · f8 чёрная ладья · g8 чёрный король · a7 чёрная пешка · b7 чёрная пешка · c7 чёрная пешка · e7 чёрная пешка · f7 чёрная пешка · g7 чёрный слон · h7 чёрная пешка · f6 чёрный конь · g6 чёрная пешка · d5 чёрная пешка · b4 белая пешка · c4 белая пешка · d4 белая пешка · c3 белый конь · e3 белая пешка · f3 белый конь · a2 белая пешка · f2 белая пешка · g2 белая пешка · h2 белая пешка · a1 белая ладья · c1 белый слон · d1 белый ферзь · e1 белый король · f1 белый слон · h1 белая ладья | a8 чёрная ладья · b8 чёрный конь · c8 чёрный слон · d8 чёрный ферзь · f8 чёрная ладья · g8 чёрный король · a7 чёрная пешка · b7 чёрная пешка · c7 чёрная пешка · e7 чёрная пешка · f7 чёрная пешка · g7 чёрный слон · h7 чёрная пешка · f6 чёрный конь · g6 чёрная пешка · d5 чёрная пешка · b4 белая пешка · c4 белая пешка · d4 белая пешка · c3 белый конь · e3 белая пешка · f3 белый конь · a2 белая пешка · f2 белая пешка · g2 белая пешка · h2 белая пешка · a1 белая ладья · c1 белый слон · d1 белый ферзь · e1 белый король · f1 белый слон · h1 белая ладья | a8 чёрная ладья · b8 чёрный конь · c8 чёрный слон · d8 чёрный ферзь · f8 чёрная ладья · g8 чёрный король · a7 чёрная пешка · b7 чёрная пешка · c7 чёрная пешка · e7 чёрная пешка · f7 чёрная пешка · g7 чёрный слон · h7 чёрная пешка · f6 чёрный конь · g6 чёрная пешка · d5 чёрная пешка · b4 белая пешка · c4 белая пешка · d4 белая пешка · c3 белый конь · e3 белая пешка · f3 белый конь · a2 белая пешка · f2 белая пешка · g2 белая пешка · h2 белая пешка · a1 белая ладья · c1 белый слон · d1 белый ферзь · e1 белый король · f1 белый слон · h1 белая ладья | 8 |
| 7 | a8 чёрная ладья · b8 чёрный конь · c8 чёрный слон · d8 чёрный ферзь · f8 чёрная ладья · g8 чёрный король · a7 чёрная пешка · b7 чёрная пешка · c7 чёрная пешка · e7 чёрная пешка · f7 чёрная пешка · g7 чёрный слон · h7 чёрная пешка · f6 чёрный конь · g6 чёрная пешка · d5 чёрная пешка · b4 белая пешка · c4 белая пешка · d4 белая пешка · c3 белый конь · e3 белая пешка · f3 белый конь · a2 белая пешка · f2 белая пешка · g2 белая пешка · h2 белая пешка · a1 белая ладья · c1 белый слон · d1 белый ферзь · e1 белый король · f1 белый слон · h1 белая ладья | a8 чёрная ладья · b8 чёрный конь · c8 чёрный слон · d8 чёрный ферзь · f8 чёрная ладья · g8 чёрный король · a7 чёрная пешка · b7 чёрная пешка · c7 чёрная пешка · e7 чёрная пешка · f7 чёрная пешка · g7 чёрный слон · h7 чёрная пешка · f6 чёрный конь · g6 чёрная пешка · d5 чёрная пешка · b4 белая пешка · c4 белая пешка · d4 белая пешка · c3 белый конь · e3 белая пешка · f3 белый конь · a2 белая пешка · f2 белая пешка · g2 белая пешка · h2 белая пешка · a1 белая ладья · c1 белый слон · d1 белый ферзь · e1 белый король · f1 белый слон · h1 белая ладья | a8 чёрная ладья · b8 чёрный конь · c8 чёрный слон · d8 чёрный ферзь · f8 чёрная ладья · g8 чёрный король · a7 чёрная пешка · b7 чёрная пешка · c7 чёрная пешка · e7 чёрная пешка · f7 чёрная пешка · g7 чёрный слон · h7 чёрная пешка · f6 чёрный конь · g6 чёрная пешка · d5 чёрная пешка · b4 белая пешка · c4 белая пешка · d4 белая пешка · c3 белый конь · e3 белая пешка · f3 белый конь · a2 белая пешка · f2 белая пешка · g2 белая пешка · h2 белая пешка · a1 белая ладья · c1 белый слон · d1 белый ферзь · e1 белый король · f1 белый слон · h1 белая ладья | a8 чёрная ладья · b8 чёрный конь · c8 чёрный слон · d8 чёрный ферзь · f8 чёрная ладья · g8 чёрный король · a7 чёрная пешка · b7 чёрная пешка · c7 чёрная пешка · e7 чёрная пешка · f7 чёрная пешка · g7 чёрный слон · h7 чёрная пешка · f6 чёрный конь · g6 чёрная пешка · d5 чёрная пешка · b4 белая пешка · c4 белая пешка · d4 белая пешка · c3 белый конь · e3 белая пешка · f3 белый конь · a2 белая пешка · f2 белая пешка · g2 белая пешка · h2 белая пешка · a1 белая ладья · c1 белый слон · d1 белый ферзь · e1 белый король · f1 белый слон · h1 белая ладья | a8 чёрная ладья · b8 чёрный конь · c8 чёрный слон · d8 чёрный ферзь · f8 чёрная ладья · g8 чёрный король · a7 чёрная пешка · b7 чёрная пешка · c7 чёрная пешка · e7 чёрная пешка · f7 чёрная пешка · g7 чёрный слон · h7 чёрная пешка · f6 чёрный конь · g6 чёрная пешка · d5 чёрная пешка · b4 белая пешка · c4 белая пешка · d4 белая пешка · c3 белый конь · e3 белая пешка · f3 белый конь · a2 белая пешка · f2 белая пешка · g2 белая пешка · h2 белая пешка · a1 белая ладья · c1 белый слон · d1 белый ферзь · e1 белый король · f1 белый слон · h1 белая ладья | a8 чёрная ладья · b8 чёрный конь · c8 чёрный слон · d8 чёрный ферзь · f8 чёрная ладья · g8 чёрный король · a7 чёрная пешка · b7 чёрная пешка · c7 чёрная пешка · e7 чёрная пешка · f7 чёрная пешка · g7 чёрный слон · h7 чёрная пешка · f6 чёрный конь · g6 чёрная пешка · d5 чёрная пешка · b4 белая пешка · c4 белая пешка · d4 белая пешка · c3 белый конь · e3 белая пешка · f3 белый конь · a2 белая пешка · f2 белая пешка · g2 белая пешка · h2 белая пешка · a1 белая ладья · c1 белый слон · d1 белый ферзь · e1 белый король · f1 белый слон · h1 белая ладья | a8 чёрная ладья · b8 чёрный конь · c8 чёрный слон · d8 чёрный ферзь · f8 чёрная ладья · g8 чёрный король · a7 чёрная пешка · b7 чёрная пешка · c7 чёрная пешка · e7 чёрная пешка · f7 чёрная пешка · g7 чёрный слон · h7 чёрная пешка · f6 чёрный конь · g6 чёрная пешка · d5 чёрная пешка · b4 белая пешка · c4 белая пешка · d4 белая пешка · c3 белый конь · e3 белая пешка · f3 белый конь · a2 белая пешка · f2 белая пешка · g2 белая пешка · h2 белая пешка · a1 белая ладья · c1 белый слон · d1 белый ферзь · e1 белый король · f1 белый слон · h1 белая ладья | a8 чёрная ладья · b8 чёрный конь · c8 чёрный слон · d8 чёрный ферзь · f8 чёрная ладья · g8 чёрный король · a7 чёрная пешка · b7 чёрная пешка · c7 чёрная пешка · e7 чёрная пешка · f7 чёрная пешка · g7 чёрный слон · h7 чёрная пешка · f6 чёрный конь · g6 чёрная пешка · d5 чёрная пешка · b4 белая пешка · c4 белая пешка · d4 белая пешка · c3 белый конь · e3 белая пешка · f3 белый конь · a2 белая пешка · f2 белая пешка · g2 белая пешка · h2 белая пешка · a1 белая ладья · c1 белый слон · d1 белый ферзь · e1 белый король · f1 белый слон · h1 белая ладья | 7 |
| 6 | a8 чёрная ладья · b8 чёрный конь · c8 чёрный слон · d8 чёрный ферзь · f8 чёрная ладья · g8 чёрный король · a7 чёрная пешка · b7 чёрная пешка · c7 чёрная пешка · e7 чёрная пешка · f7 чёрная пешка · g7 чёрный слон · h7 чёрная пешка · f6 чёрный конь · g6 чёрная пешка · d5 чёрная пешка · b4 белая пешка · c4 белая пешка · d4 белая пешка · c3 белый конь · e3 белая пешка · f3 белый конь · a2 белая пешка · f2 белая пешка · g2 белая пешка · h2 белая пешка · a1 белая ладья · c1 белый слон · d1 белый ферзь · e1 белый король · f1 белый слон · h1 белая ладья | a8 чёрная ладья · b8 чёрный конь · c8 чёрный слон · d8 чёрный ферзь · f8 чёрная ладья · g8 чёрный король · a7 чёрная пешка · b7 чёрная пешка · c7 чёрная пешка · e7 чёрная пешка · f7 чёрная пешка · g7 чёрный слон · h7 чёрная пешка · f6 чёрный конь · g6 чёрная пешка · d5 чёрная пешка · b4 белая пешка · c4 белая пешка · d4 белая пешка · c3 белый конь · e3 белая пешка · f3 белый конь · a2 белая пешка · f2 белая пешка · g2 белая пешка · h2 белая пешка · a1 белая ладья · c1 белый слон · d1 белый ферзь · e1 белый король · f1 белый слон · h1 белая ладья | a8 чёрная ладья · b8 чёрный конь · c8 чёрный слон · d8 чёрный ферзь · f8 чёрная ладья · g8 чёрный король · a7 чёрная пешка · b7 чёрная пешка · c7 чёрная пешка · e7 чёрная пешка · f7 чёрная пешка · g7 чёрный слон · h7 чёрная пешка · f6 чёрный конь · g6 чёрная пешка · d5 чёрная пешка · b4 белая пешка · c4 белая пешка · d4 белая пешка · c3 белый конь · e3 белая пешка · f3 белый конь · a2 белая пешка · f2 белая пешка · g2 белая пешка · h2 белая пешка · a1 белая ладья · c1 белый слон · d1 белый ферзь · e1 белый король · f1 белый слон · h1 белая ладья | a8 чёрная ладья · b8 чёрный конь · c8 чёрный слон · d8 чёрный ферзь · f8 чёрная ладья · g8 чёрный король · a7 чёрная пешка · b7 чёрная пешка · c7 чёрная пешка · e7 чёрная пешка · f7 чёрная пешка · g7 чёрный слон · h7 чёрная пешка · f6 чёрный конь · g6 чёрная пешка · d5 чёрная пешка · b4 белая пешка · c4 белая пешка · d4 белая пешка · c3 белый конь · e3 белая пешка · f3 белый конь · a2 белая пешка · f2 белая пешка · g2 белая пешка · h2 белая пешка · a1 белая ладья · c1 белый слон · d1 белый ферзь · e1 белый король · f1 белый слон · h1 белая ладья | a8 чёрная ладья · b8 чёрный конь · c8 чёрный слон · d8 чёрный ферзь · f8 чёрная ладья · g8 чёрный король · a7 чёрная пешка · b7 чёрная пешка · c7 чёрная пешка · e7 чёрная пешка · f7 чёрная пешка · g7 чёрный слон · h7 чёрная пешка · f6 чёрный конь · g6 чёрная пешка · d5 чёрная пешка · b4 белая пешка · c4 белая пешка · d4 белая пешка · c3 белый конь · e3 белая пешка · f3 белый конь · a2 белая пешка · f2 белая пешка · g2 белая пешка · h2 белая пешка · a1 белая ладья · c1 белый слон · d1 белый ферзь · e1 белый король · f1 белый слон · h1 белая ладья | a8 чёрная ладья · b8 чёрный конь · c8 чёрный слон · d8 чёрный ферзь · f8 чёрная ладья · g8 чёрный король · a7 чёрная пешка · b7 чёрная пешка · c7 чёрная пешка · e7 чёрная пешка · f7 чёрная пешка · g7 чёрный слон · h7 чёрная пешка · f6 чёрный конь · g6 чёрная пешка · d5 чёрная пешка · b4 белая пешка · c4 белая пешка · d4 белая пешка · c3 белый конь · e3 белая пешка · f3 белый конь · a2 белая пешка · f2 белая пешка · g2 белая пешка · h2 белая пешка · a1 белая ладья · c1 белый слон · d1 белый ферзь · e1 белый король · f1 белый слон · h1 белая ладья | a8 чёрная ладья · b8 чёрный конь · c8 чёрный слон · d8 чёрный ферзь · f8 чёрная ладья · g8 чёрный король · a7 чёрная пешка · b7 чёрная пешка · c7 чёрная пешка · e7 чёрная пешка · f7 чёрная пешка · g7 чёрный слон · h7 чёрная пешка · f6 чёрный конь · g6 чёрная пешка · d5 чёрная пешка · b4 белая пешка · c4 белая пешка · d4 белая пешка · c3 белый конь · e3 белая пешка · f3 белый конь · a2 белая пешка · f2 белая пешка · g2 белая пешка · h2 белая пешка · a1 белая ладья · c1 белый слон · d1 белый ферзь · e1 белый король · f1 белый слон · h1 белая ладья | a8 чёрная ладья · b8 чёрный конь · c8 чёрный слон · d8 чёрный ферзь · f8 чёрная ладья · g8 чёрный король · a7 чёрная пешка · b7 чёрная пешка · c7 чёрная пешка · e7 чёрная пешка · f7 чёрная пешка · g7 чёрный слон · h7 чёрная пешка · f6 чёрный конь · g6 чёрная пешка · d5 чёрная пешка · b4 белая пешка · c4 белая пешка · d4 белая пешка · c3 белый конь · e3 белая пешка · f3 белый конь · a2 белая пешка · f2 белая пешка · g2 белая пешка · h2 белая пешка · a1 белая ладья · c1 белый слон · d1 белый ферзь · e1 белый король · f1 белый слон · h1 белая ладья | 6 |
| 5 | a8 чёрная ладья · b8 чёрный конь · c8 чёрный слон · d8 чёрный ферзь · f8 чёрная ладья · g8 чёрный король · a7 чёрная пешка · b7 чёрная пешка · c7 чёрная пешка · e7 чёрная пешка · f7 чёрная пешка · g7 чёрный слон · h7 чёрная пешка · f6 чёрный конь · g6 чёрная пешка · d5 чёрная пешка · b4 белая пешка · c4 белая пешка · d4 белая пешка · c3 белый конь · e3 белая пешка · f3 белый конь · a2 белая пешка · f2 белая пешка · g2 белая пешка · h2 белая пешка · a1 белая ладья · c1 белый слон · d1 белый ферзь · e1 белый король · f1 белый слон · h1 белая ладья | a8 чёрная ладья · b8 чёрный конь · c8 чёрный слон · d8 чёрный ферзь · f8 чёрная ладья · g8 чёрный король · a7 чёрная пешка · b7 чёрная пешка · c7 чёрная пешка · e7 чёрная пешка · f7 чёрная пешка · g7 чёрный слон · h7 чёрная пешка · f6 чёрный конь · g6 чёрная пешка · d5 чёрная пешка · b4 белая пешка · c4 белая пешка · d4 белая пешка · c3 белый конь · e3 белая пешка · f3 белый конь · a2 белая пешка · f2 белая пешка · g2 белая пешка · h2 белая пешка · a1 белая ладья · c1 белый слон · d1 белый ферзь · e1 белый король · f1 белый слон · h1 белая ладья | a8 чёрная ладья · b8 чёрный конь · c8 чёрный слон · d8 чёрный ферзь · f8 чёрная ладья · g8 чёрный король · a7 чёрная пешка · b7 чёрная пешка · c7 чёрная пешка · e7 чёрная пешка · f7 чёрная пешка · g7 чёрный слон · h7 чёрная пешка · f6 чёрный конь · g6 чёрная пешка · d5 чёрная пешка · b4 белая пешка · c4 белая пешка · d4 белая пешка · c3 белый конь · e3 белая пешка · f3 белый конь · a2 белая пешка · f2 белая пешка · g2 белая пешка · h2 белая пешка · a1 белая ладья · c1 белый слон · d1 белый ферзь · e1 белый король · f1 белый слон · h1 белая ладья | a8 чёрная ладья · b8 чёрный конь · c8 чёрный слон · d8 чёрный ферзь · f8 чёрная ладья · g8 чёрный король · a7 чёрная пешка · b7 чёрная пешка · c7 чёрная пешка · e7 чёрная пешка · f7 чёрная пешка · g7 чёрный слон · h7 чёрная пешка · f6 чёрный конь · g6 чёрная пешка · d5 чёрная пешка · b4 белая пешка · c4 белая пешка · d4 белая пешка · c3 белый конь · e3 белая пешка · f3 белый конь · a2 белая пешка · f2 белая пешка · g2 белая пешка · h2 белая пешка · a1 белая ладья · c1 белый слон · d1 белый ферзь · e1 белый король · f1 белый слон · h1 белая ладья | a8 чёрная ладья · b8 чёрный конь · c8 чёрный слон · d8 чёрный ферзь · f8 чёрная ладья · g8 чёрный король · a7 чёрная пешка · b7 чёрная пешка · c7 чёрная пешка · e7 чёрная пешка · f7 чёрная пешка · g7 чёрный слон · h7 чёрная пешка · f6 чёрный конь · g6 чёрная пешка · d5 чёрная пешка · b4 белая пешка · c4 белая пешка · d4 белая пешка · c3 белый конь · e3 белая пешка · f3 белый конь · a2 белая пешка · f2 белая пешка · g2 белая пешка · h2 белая пешка · a1 белая ладья · c1 белый слон · d1 белый ферзь · e1 белый король · f1 белый слон · h1 белая ладья | a8 чёрная ладья · b8 чёрный конь · c8 чёрный слон · d8 чёрный ферзь · f8 чёрная ладья · g8 чёрный король · a7 чёрная пешка · b7 чёрная пешка · c7 чёрная пешка · e7 чёрная пешка · f7 чёрная пешка · g7 чёрный слон · h7 чёрная пешка · f6 чёрный конь · g6 чёрная пешка · d5 чёрная пешка · b4 белая пешка · c4 белая пешка · d4 белая пешка · c3 белый конь · e3 белая пешка · f3 белый конь · a2 белая пешка · f2 белая пешка · g2 белая пешка · h2 белая пешка · a1 белая ладья · c1 белый слон · d1 белый ферзь · e1 белый король · f1 белый слон · h1 белая ладья | a8 чёрная ладья · b8 чёрный конь · c8 чёрный слон · d8 чёрный ферзь · f8 чёрная ладья · g8 чёрный король · a7 чёрная пешка · b7 чёрная пешка · c7 чёрная пешка · e7 чёрная пешка · f7 чёрная пешка · g7 чёрный слон · h7 чёрная пешка · f6 чёрный конь · g6 чёрная пешка · d5 чёрная пешка · b4 белая пешка · c4 белая пешка · d4 белая пешка · c3 белый конь · e3 белая пешка · f3 белый конь · a2 белая пешка · f2 белая пешка · g2 белая пешка · h2 белая пешка · a1 белая ладья · c1 белый слон · d1 белый ферзь · e1 белый король · f1 белый слон · h1 белая ладья | a8 чёрная ладья · b8 чёрный конь · c8 чёрный слон · d8 чёрный ферзь · f8 чёрная ладья · g8 чёрный король · a7 чёрная пешка · b7 чёрная пешка · c7 чёрная пешка · e7 чёрная пешка · f7 чёрная пешка · g7 чёрный слон · h7 чёрная пешка · f6 чёрный конь · g6 чёрная пешка · d5 чёрная пешка · b4 белая пешка · c4 белая пешка · d4 белая пешка · c3 белый конь · e3 белая пешка · f3 белый конь · a2 белая пешка · f2 белая пешка · g2 белая пешка · h2 белая пешка · a1 белая ладья · c1 белый слон · d1 белый ферзь · e1 белый король · f1 белый слон · h1 белая ладья | 5 |
| 4 | a8 чёрная ладья · b8 чёрный конь · c8 чёрный слон · d8 чёрный ферзь · f8 чёрная ладья · g8 чёрный король · a7 чёрная пешка · b7 чёрная пешка · c7 чёрная пешка · e7 чёрная пешка · f7 чёрная пешка · g7 чёрный слон · h7 чёрная пешка · f6 чёрный конь · g6 чёрная пешка · d5 чёрная пешка · b4 белая пешка · c4 белая пешка · d4 белая пешка · c3 белый конь · e3 белая пешка · f3 белый конь · a2 белая пешка · f2 белая пешка · g2 белая пешка · h2 белая пешка · a1 белая ладья · c1 белый слон · d1 белый ферзь · e1 белый король · f1 белый слон · h1 белая ладья | a8 чёрная ладья · b8 чёрный конь · c8 чёрный слон · d8 чёрный ферзь · f8 чёрная ладья · g8 чёрный король · a7 чёрная пешка · b7 чёрная пешка · c7 чёрная пешка · e7 чёрная пешка · f7 чёрная пешка · g7 чёрный слон · h7 чёрная пешка · f6 чёрный конь · g6 чёрная пешка · d5 чёрная пешка · b4 белая пешка · c4 белая пешка · d4 белая пешка · c3 белый конь · e3 белая пешка · f3 белый конь · a2 белая пешка · f2 белая пешка · g2 белая пешка · h2 белая пешка · a1 белая ладья · c1 белый слон · d1 белый ферзь · e1 белый король · f1 белый слон · h1 белая ладья | a8 чёрная ладья · b8 чёрный конь · c8 чёрный слон · d8 чёрный ферзь · f8 чёрная ладья · g8 чёрный король · a7 чёрная пешка · b7 чёрная пешка · c7 чёрная пешка · e7 чёрная пешка · f7 чёрная пешка · g7 чёрный слон · h7 чёрная пешка · f6 чёрный конь · g6 чёрная пешка · d5 чёрная пешка · b4 белая пешка · c4 белая пешка · d4 белая пешка · c3 белый конь · e3 белая пешка · f3 белый конь · a2 белая пешка · f2 белая пешка · g2 белая пешка · h2 белая пешка · a1 белая ладья · c1 белый слон · d1 белый ферзь · e1 белый король · f1 белый слон · h1 белая ладья | a8 чёрная ладья · b8 чёрный конь · c8 чёрный слон · d8 чёрный ферзь · f8 чёрная ладья · g8 чёрный король · a7 чёрная пешка · b7 чёрная пешка · c7 чёрная пешка · e7 чёрная пешка · f7 чёрная пешка · g7 чёрный слон · h7 чёрная пешка · f6 чёрный конь · g6 чёрная пешка · d5 чёрная пешка · b4 белая пешка · c4 белая пешка · d4 белая пешка · c3 белый конь · e3 белая пешка · f3 белый конь · a2 белая пешка · f2 белая пешка · g2 белая пешка · h2 белая пешка · a1 белая ладья · c1 белый слон · d1 белый ферзь · e1 белый король · f1 белый слон · h1 белая ладья | a8 чёрная ладья · b8 чёрный конь · c8 чёрный слон · d8 чёрный ферзь · f8 чёрная ладья · g8 чёрный король · a7 чёрная пешка · b7 чёрная пешка · c7 чёрная пешка · e7 чёрная пешка · f7 чёрная пешка · g7 чёрный слон · h7 чёрная пешка · f6 чёрный конь · g6 чёрная пешка · d5 чёрная пешка · b4 белая пешка · c4 белая пешка · d4 белая пешка · c3 белый конь · e3 белая пешка · f3 белый конь · a2 белая пешка · f2 белая пешка · g2 белая пешка · h2 белая пешка · a1 белая ладья · c1 белый слон · d1 белый ферзь · e1 белый король · f1 белый слон · h1 белая ладья | a8 чёрная ладья · b8 чёрный конь · c8 чёрный слон · d8 чёрный ферзь · f8 чёрная ладья · g8 чёрный король · a7 чёрная пешка · b7 чёрная пешка · c7 чёрная пешка · e7 чёрная пешка · f7 чёрная пешка · g7 чёрный слон · h7 чёрная пешка · f6 чёрный конь · g6 чёрная пешка · d5 чёрная пешка · b4 белая пешка · c4 белая пешка · d4 белая пешка · c3 белый конь · e3 белая пешка · f3 белый конь · a2 белая пешка · f2 белая пешка · g2 белая пешка · h2 белая пешка · a1 белая ладья · c1 белый слон · d1 белый ферзь · e1 белый король · f1 белый слон · h1 белая ладья | a8 чёрная ладья · b8 чёрный конь · c8 чёрный слон · d8 чёрный ферзь · f8 чёрная ладья · g8 чёрный король · a7 чёрная пешка · b7 чёрная пешка · c7 чёрная пешка · e7 чёрная пешка · f7 чёрная пешка · g7 чёрный слон · h7 чёрная пешка · f6 чёрный конь · g6 чёрная пешка · d5 чёрная пешка · b4 белая пешка · c4 белая пешка · d4 белая пешка · c3 белый конь · e3 белая пешка · f3 белый конь · a2 белая пешка · f2 белая пешка · g2 белая пешка · h2 белая пешка · a1 белая ладья · c1 белый слон · d1 белый ферзь · e1 белый король · f1 белый слон · h1 белая ладья | a8 чёрная ладья · b8 чёрный конь · c8 чёрный слон · d8 чёрный ферзь · f8 чёрная ладья · g8 чёрный король · a7 чёрная пешка · b7 чёрная пешка · c7 чёрная пешка · e7 чёрная пешка · f7 чёрная пешка · g7 чёрный слон · h7 чёрная пешка · f6 чёрный конь · g6 чёрная пешка · d5 чёрная пешка · b4 белая пешка · c4 белая пешка · d4 белая пешка · c3 белый конь · e3 белая пешка · f3 белый конь · a2 белая пешка · f2 белая пешка · g2 белая пешка · h2 белая пешка · a1 белая ладья · c1 белый слон · d1 белый ферзь · e1 белый король · f1 белый слон · h1 белая ладья | 4 |
| 3 | a8 чёрная ладья · b8 чёрный конь · c8 чёрный слон · d8 чёрный ферзь · f8 чёрная ладья · g8 чёрный король · a7 чёрная пешка · b7 чёрная пешка · c7 чёрная пешка · e7 чёрная пешка · f7 чёрная пешка · g7 чёрный слон · h7 чёрная пешка · f6 чёрный конь · g6 чёрная пешка · d5 чёрная пешка · b4 белая пешка · c4 белая пешка · d4 белая пешка · c3 белый конь · e3 белая пешка · f3 белый конь · a2 белая пешка · f2 белая пешка · g2 белая пешка · h2 белая пешка · a1 белая ладья · c1 белый слон · d1 белый ферзь · e1 белый король · f1 белый слон · h1 белая ладья | a8 чёрная ладья · b8 чёрный конь · c8 чёрный слон · d8 чёрный ферзь · f8 чёрная ладья · g8 чёрный король · a7 чёрная пешка · b7 чёрная пешка · c7 чёрная пешка · e7 чёрная пешка · f7 чёрная пешка · g7 чёрный слон · h7 чёрная пешка · f6 чёрный конь · g6 чёрная пешка · d5 чёрная пешка · b4 белая пешка · c4 белая пешка · d4 белая пешка · c3 белый конь · e3 белая пешка · f3 белый конь · a2 белая пешка · f2 белая пешка · g2 белая пешка · h2 белая пешка · a1 белая ладья · c1 белый слон · d1 белый ферзь · e1 белый король · f1 белый слон · h1 белая ладья | a8 чёрная ладья · b8 чёрный конь · c8 чёрный слон · d8 чёрный ферзь · f8 чёрная ладья · g8 чёрный король · a7 чёрная пешка · b7 чёрная пешка · c7 чёрная пешка · e7 чёрная пешка · f7 чёрная пешка · g7 чёрный слон · h7 чёрная пешка · f6 чёрный конь · g6 чёрная пешка · d5 чёрная пешка · b4 белая пешка · c4 белая пешка · d4 белая пешка · c3 белый конь · e3 белая пешка · f3 белый конь · a2 белая пешка · f2 белая пешка · g2 белая пешка · h2 белая пешка · a1 белая ладья · c1 белый слон · d1 белый ферзь · e1 белый король · f1 белый слон · h1 белая ладья | a8 чёрная ладья · b8 чёрный конь · c8 чёрный слон · d8 чёрный ферзь · f8 чёрная ладья · g8 чёрный король · a7 чёрная пешка · b7 чёрная пешка · c7 чёрная пешка · e7 чёрная пешка · f7 чёрная пешка · g7 чёрный слон · h7 чёрная пешка · f6 чёрный конь · g6 чёрная пешка · d5 чёрная пешка · b4 белая пешка · c4 белая пешка · d4 белая пешка · c3 белый конь · e3 белая пешка · f3 белый конь · a2 белая пешка · f2 белая пешка · g2 белая пешка · h2 белая пешка · a1 белая ладья · c1 белый слон · d1 белый ферзь · e1 белый король · f1 белый слон · h1 белая ладья | a8 чёрная ладья · b8 чёрный конь · c8 чёрный слон · d8 чёрный ферзь · f8 чёрная ладья · g8 чёрный король · a7 чёрная пешка · b7 чёрная пешка · c7 чёрная пешка · e7 чёрная пешка · f7 чёрная пешка · g7 чёрный слон · h7 чёрная пешка · f6 чёрный конь · g6 чёрная пешка · d5 чёрная пешка · b4 белая пешка · c4 белая пешка · d4 белая пешка · c3 белый конь · e3 белая пешка · f3 белый конь · a2 белая пешка · f2 белая пешка · g2 белая пешка · h2 белая пешка · a1 белая ладья · c1 белый слон · d1 белый ферзь · e1 белый король · f1 белый слон · h1 белая ладья | a8 чёрная ладья · b8 чёрный конь · c8 чёрный слон · d8 чёрный ферзь · f8 чёрная ладья · g8 чёрный король · a7 чёрная пешка · b7 чёрная пешка · c7 чёрная пешка · e7 чёрная пешка · f7 чёрная пешка · g7 чёрный слон · h7 чёрная пешка · f6 чёрный конь · g6 чёрная пешка · d5 чёрная пешка · b4 белая пешка · c4 белая пешка · d4 белая пешка · c3 белый конь · e3 белая пешка · f3 белый конь · a2 белая пешка · f2 белая пешка · g2 белая пешка · h2 белая пешка · a1 белая ладья · c1 белый слон · d1 белый ферзь · e1 белый король · f1 белый слон · h1 белая ладья | a8 чёрная ладья · b8 чёрный конь · c8 чёрный слон · d8 чёрный ферзь · f8 чёрная ладья · g8 чёрный король · a7 чёрная пешка · b7 чёрная пешка · c7 чёрная пешка · e7 чёрная пешка · f7 чёрная пешка · g7 чёрный слон · h7 чёрная пешка · f6 чёрный конь · g6 чёрная пешка · d5 чёрная пешка · b4 белая пешка · c4 белая пешка · d4 белая пешка · c3 белый конь · e3 белая пешка · f3 белый конь · a2 белая пешка · f2 белая пешка · g2 белая пешка · h2 белая пешка · a1 белая ладья · c1 белый слон · d1 белый ферзь · e1 белый король · f1 белый слон · h1 белая ладья | a8 чёрная ладья · b8 чёрный конь · c8 чёрный слон · d8 чёрный ферзь · f8 чёрная ладья · g8 чёрный король · a7 чёрная пешка · b7 чёрная пешка · c7 чёрная пешка · e7 чёрная пешка · f7 чёрная пешка · g7 чёрный слон · h7 чёрная пешка · f6 чёрный конь · g6 чёрная пешка · d5 чёрная пешка · b4 белая пешка · c4 белая пешка · d4 белая пешка · c3 белый конь · e3 белая пешка · f3 белый конь · a2 белая пешка · f2 белая пешка · g2 белая пешка · h2 белая пешка · a1 белая ладья · c1 белый слон · d1 белый ферзь · e1 белый король · f1 белый слон · h1 белая ладья | 3 |
| 2 | a8 чёрная ладья · b8 чёрный конь · c8 чёрный слон · d8 чёрный ферзь · f8 чёрная ладья · g8 чёрный король · a7 чёрная пешка · b7 чёрная пешка · c7 чёрная пешка · e7 чёрная пешка · f7 чёрная пешка · g7 чёрный слон · h7 чёрная пешка · f6 чёрный конь · g6 чёрная пешка · d5 чёрная пешка · b4 белая пешка · c4 белая пешка · d4 белая пешка · c3 белый конь · e3 белая пешка · f3 белый конь · a2 белая пешка · f2 белая пешка · g2 белая пешка · h2 белая пешка · a1 белая ладья · c1 белый слон · d1 белый ферзь · e1 белый король · f1 белый слон · h1 белая ладья | a8 чёрная ладья · b8 чёрный конь · c8 чёрный слон · d8 чёрный ферзь · f8 чёрная ладья · g8 чёрный король · a7 чёрная пешка · b7 чёрная пешка · c7 чёрная пешка · e7 чёрная пешка · f7 чёрная пешка · g7 чёрный слон · h7 чёрная пешка · f6 чёрный конь · g6 чёрная пешка · d5 чёрная пешка · b4 белая пешка · c4 белая пешка · d4 белая пешка · c3 белый конь · e3 белая пешка · f3 белый конь · a2 белая пешка · f2 белая пешка · g2 белая пешка · h2 белая пешка · a1 белая ладья · c1 белый слон · d1 белый ферзь · e1 белый король · f1 белый слон · h1 белая ладья | a8 чёрная ладья · b8 чёрный конь · c8 чёрный слон · d8 чёрный ферзь · f8 чёрная ладья · g8 чёрный король · a7 чёрная пешка · b7 чёрная пешка · c7 чёрная пешка · e7 чёрная пешка · f7 чёрная пешка · g7 чёрный слон · h7 чёрная пешка · f6 чёрный конь · g6 чёрная пешка · d5 чёрная пешка · b4 белая пешка · c4 белая пешка · d4 белая пешка · c3 белый конь · e3 белая пешка · f3 белый конь · a2 белая пешка · f2 белая пешка · g2 белая пешка · h2 белая пешка · a1 белая ладья · c1 белый слон · d1 белый ферзь · e1 белый король · f1 белый слон · h1 белая ладья | a8 чёрная ладья · b8 чёрный конь · c8 чёрный слон · d8 чёрный ферзь · f8 чёрная ладья · g8 чёрный король · a7 чёрная пешка · b7 чёрная пешка · c7 чёрная пешка · e7 чёрная пешка · f7 чёрная пешка · g7 чёрный слон · h7 чёрная пешка · f6 чёрный конь · g6 чёрная пешка · d5 чёрная пешка · b4 белая пешка · c4 белая пешка · d4 белая пешка · c3 белый конь · e3 белая пешка · f3 белый конь · a2 белая пешка · f2 белая пешка · g2 белая пешка · h2 белая пешка · a1 белая ладья · c1 белый слон · d1 белый ферзь · e1 белый король · f1 белый слон · h1 белая ладья | a8 чёрная ладья · b8 чёрный конь · c8 чёрный слон · d8 чёрный ферзь · f8 чёрная ладья · g8 чёрный король · a7 чёрная пешка · b7 чёрная пешка · c7 чёрная пешка · e7 чёрная пешка · f7 чёрная пешка · g7 чёрный слон · h7 чёрная пешка · f6 чёрный конь · g6 чёрная пешка · d5 чёрная пешка · b4 белая пешка · c4 белая пешка · d4 белая пешка · c3 белый конь · e3 белая пешка · f3 белый конь · a2 белая пешка · f2 белая пешка · g2 белая пешка · h2 белая пешка · a1 белая ладья · c1 белый слон · d1 белый ферзь · e1 белый король · f1 белый слон · h1 белая ладья | a8 чёрная ладья · b8 чёрный конь · c8 чёрный слон · d8 чёрный ферзь · f8 чёрная ладья · g8 чёрный король · a7 чёрная пешка · b7 чёрная пешка · c7 чёрная пешка · e7 чёрная пешка · f7 чёрная пешка · g7 чёрный слон · h7 чёрная пешка · f6 чёрный конь · g6 чёрная пешка · d5 чёрная пешка · b4 белая пешка · c4 белая пешка · d4 белая пешка · c3 белый конь · e3 белая пешка · f3 белый конь · a2 белая пешка · f2 белая пешка · g2 белая пешка · h2 белая пешка · a1 белая ладья · c1 белый слон · d1 белый ферзь · e1 белый король · f1 белый слон · h1 белая ладья | a8 чёрная ладья · b8 чёрный конь · c8 чёрный слон · d8 чёрный ферзь · f8 чёрная ладья · g8 чёрный король · a7 чёрная пешка · b7 чёрная пешка · c7 чёрная пешка · e7 чёрная пешка · f7 чёрная пешка · g7 чёрный слон · h7 чёрная пешка · f6 чёрный конь · g6 чёрная пешка · d5 чёрная пешка · b4 белая пешка · c4 белая пешка · d4 белая пешка · c3 белый конь · e3 белая пешка · f3 белый конь · a2 белая пешка · f2 белая пешка · g2 белая пешка · h2 белая пешка · a1 белая ладья · c1 белый слон · d1 белый ферзь · e1 белый король · f1 белый слон · h1 белая ладья | a8 чёрная ладья · b8 чёрный конь · c8 чёрный слон · d8 чёрный ферзь · f8 чёрная ладья · g8 чёрный король · a7 чёрная пешка · b7 чёрная пешка · c7 чёрная пешка · e7 чёрная пешка · f7 чёрная пешка · g7 чёрный слон · h7 чёрная пешка · f6 чёрный конь · g6 чёрная пешка · d5 чёрная пешка · b4 белая пешка · c4 белая пешка · d4 белая пешка · c3 белый конь · e3 белая пешка · f3 белый конь · a2 белая пешка · f2 белая пешка · g2 белая пешка · h2 белая пешка · a1 белая ладья · c1 белый слон · d1 белый ферзь · e1 белый король · f1 белый слон · h1 белая ладья | 2 |
| 1 | a8 чёрная ладья · b8 чёрный конь · c8 чёрный слон · d8 чёрный ферзь · f8 чёрная ладья · g8 чёрный король · a7 чёрная пешка · b7 чёрная пешка · c7 чёрная пешка · e7 чёрная пешка · f7 чёрная пешка · g7 чёрный слон · h7 чёрная пешка · f6 чёрный конь · g6 чёрная пешка · d5 чёрная пешка · b4 белая пешка · c4 белая пешка · d4 белая пешка · c3 белый конь · e3 белая пешка · f3 белый конь · a2 белая пешка · f2 белая пешка · g2 белая пешка · h2 белая пешка · a1 белая ладья · c1 белый слон · d1 белый ферзь · e1 белый король · f1 белый слон · h1 белая ладья | a8 чёрная ладья · b8 чёрный конь · c8 чёрный слон · d8 чёрный ферзь · f8 чёрная ладья · g8 чёрный король · a7 чёрная пешка · b7 чёрная пешка · c7 чёрная пешка · e7 чёрная пешка · f7 чёрная пешка · g7 чёрный слон · h7 чёрная пешка · f6 чёрный конь · g6 чёрная пешка · d5 чёрная пешка · b4 белая пешка · c4 белая пешка · d4 белая пешка · c3 белый конь · e3 белая пешка · f3 белый конь · a2 белая пешка · f2 белая пешка · g2 белая пешка · h2 белая пешка · a1 белая ладья · c1 белый слон · d1 белый ферзь · e1 белый король · f1 белый слон · h1 белая ладья | a8 чёрная ладья · b8 чёрный конь · c8 чёрный слон · d8 чёрный ферзь · f8 чёрная ладья · g8 чёрный король · a7 чёрная пешка · b7 чёрная пешка · c7 чёрная пешка · e7 чёрная пешка · f7 чёрная пешка · g7 чёрный слон · h7 чёрная пешка · f6 чёрный конь · g6 чёрная пешка · d5 чёрная пешка · b4 белая пешка · c4 белая пешка · d4 белая пешка · c3 белый конь · e3 белая пешка · f3 белый конь · a2 белая пешка · f2 белая пешка · g2 белая пешка · h2 белая пешка · a1 белая ладья · c1 белый слон · d1 белый ферзь · e1 белый король · f1 белый слон · h1 белая ладья | a8 чёрная ладья · b8 чёрный конь · c8 чёрный слон · d8 чёрный ферзь · f8 чёрная ладья · g8 чёрный король · a7 чёрная пешка · b7 чёрная пешка · c7 чёрная пешка · e7 чёрная пешка · f7 чёрная пешка · g7 чёрный слон · h7 чёрная пешка · f6 чёрный конь · g6 чёрная пешка · d5 чёрная пешка · b4 белая пешка · c4 белая пешка · d4 белая пешка · c3 белый конь · e3 белая пешка · f3 белый конь · a2 белая пешка · f2 белая пешка · g2 белая пешка · h2 белая пешка · a1 белая ладья · c1 белый слон · d1 белый ферзь · e1 белый король · f1 белый слон · h1 белая ладья | a8 чёрная ладья · b8 чёрный конь · c8 чёрный слон · d8 чёрный ферзь · f8 чёрная ладья · g8 чёрный король · a7 чёрная пешка · b7 чёрная пешка · c7 чёрная пешка · e7 чёрная пешка · f7 чёрная пешка · g7 чёрный слон · h7 чёрная пешка · f6 чёрный конь · g6 чёрная пешка · d5 чёрная пешка · b4 белая пешка · c4 белая пешка · d4 белая пешка · c3 белый конь · e3 белая пешка · f3 белый конь · a2 белая пешка · f2 белая пешка · g2 белая пешка · h2 белая пешка · a1 белая ладья · c1 белый слон · d1 белый ферзь · e1 белый король · f1 белый слон · h1 белая ладья | a8 чёрная ладья · b8 чёрный конь · c8 чёрный слон · d8 чёрный ферзь · f8 чёрная ладья · g8 чёрный король · a7 чёрная пешка · b7 чёрная пешка · c7 чёрная пешка · e7 чёрная пешка · f7 чёрная пешка · g7 чёрный слон · h7 чёрная пешка · f6 чёрный конь · g6 чёрная пешка · d5 чёрная пешка · b4 белая пешка · c4 белая пешка · d4 белая пешка · c3 белый конь · e3 белая пешка · f3 белый конь · a2 белая пешка · f2 белая пешка · g2 белая пешка · h2 белая пешка · a1 белая ладья · c1 белый слон · d1 белый ферзь · e1 белый король · f1 белый слон · h1 белая ладья | a8 чёрная ладья · b8 чёрный конь · c8 чёрный слон · d8 чёрный ферзь · f8 чёрная ладья · g8 чёрный король · a7 чёрная пешка · b7 чёрная пешка · c7 чёрная пешка · e7 чёрная пешка · f7 чёрная пешка · g7 чёрный слон · h7 чёрная пешка · f6 чёрный конь · g6 чёрная пешка · d5 чёрная пешка · b4 белая пешка · c4 белая пешка · d4 белая пешка · c3 белый конь · e3 белая пешка · f3 белый конь · a2 белая пешка · f2 белая пешка · g2 белая пешка · h2 белая пешка · a1 белая ладья · c1 белый слон · d1 белый ферзь · e1 белый король · f1 белый слон · h1 белая ладья | a8 чёрная ладья · b8 чёрный конь · c8 чёрный слон · d8 чёрный ферзь · f8 чёрная ладья · g8 чёрный король · a7 чёрная пешка · b7 чёрная пешка · c7 чёрная пешка · e7 чёрная пешка · f7 чёрная пешка · g7 чёрный слон · h7 чёрная пешка · f6 чёрный конь · g6 чёрная пешка · d5 чёрная пешка · b4 белая пешка · c4 белая пешка · d4 белая пешка · c3 белый конь · e3 белая пешка · f3 белый конь · a2 белая пешка · f2 белая пешка · g2 белая пешка · h2 белая пешка · a1 белая ладья · c1 белый слон · d1 белый ферзь · e1 белый король · f1 белый слон · h1 белая ладья | 1 |
|   | a | b | c | d | e | f | g | h |   |

В так называемой закрытой системе защиты Грюнфельда после ходов 1. d4 Кf6 2. c4 g6 3. Кc3 d5 4. Кf3 Сg7 5. e3 0—0 Макогонов предложил играть 6. b4. Идея продолжения в том, чтобы предотвратить продвижение c7—c5  и подготовить захват пространства на ферзевом фланге. Впервые Макогонов применил свой вариант в 1951 г. в партиях против Н. А. Новотельнова (полуфинал 19-го чемпионата СССР) и И. Е. Болеславского (командный чемпионат СССР). Оба соперника ответили 6... a5, но после 7. b5 c5 8. bc! белые получили перевес (Новотельнову спастись не удалось). Также недостаточными оказались ответы 6... с6 и 6... Сg4. Наиболее активно данный план применяли М. Е. Тайманов и В. К. Багиров. Позже вариант Макогонова обезвредили путем 6... b6 и на любое продолжение белых — 7... c5 с достаточной контригрой. Другое приемлемое продолжение за черных — 6... Кe4.

## Основные спортивные результаты
| Год         | Город              | Соревнование                                                                        | +   | − | =   | Результат        | Место                     |
| ----------- | ------------------ | ----------------------------------------------------------------------------------- | --- | - | --- | ---------------- | ------------------------- |
| 1923        | Баку               | Чемпионат Баку                                                                      |     |   |     | 9 из 11          | 1—2                       |
| 1924        | Москва             | «Турнир городов» (турнир «Б») предварительный турнир финальная группа № 2           | 1   | 2 | 2   | 7 из 8 2 из 5    | 1 4                       |
| 1926        | Баку               | Чемпионат Баку                                                                      |     |   |     | 11½ из 13        | 1                         |
| 1927        | Кисловодск         | Турнир советских шахматистов                                                        |     |   |     | 7½ из 10         | 2                         |
|             | Москва             | Всесоюзный чемпионат работников просвещения: предварительный групповой турнир финал |     |   |     | 10 из 12 2½ из 4 | 1 2                       |
|             | Баку               | Чемпионат Баку                                                                      |     |   |     | 13 из 15         | 1                         |
|             | Москва             | 5-й чемпионат СССР                                                                  | 9   | 4 | 7   | 12½ из 20        | 5—6                       |
| 1928        |                    | Чемпионат Закавказья                                                                |     |   |     | 12 из 15         | 1                         |
| 1929        | Одесса             | 6-й чемпионат СССР четвертьфинальный групповой турнир полуфинальный турнир          | 5 0 | 2 | 1 3 | 5½ из 8 1½ из 5  | 1—2 5—6                   |
|             | Баку               | Матч с М. А. Макогоновым                                                            |     |   |     |                  |                           |
|             | Баку               | Матч Баку — Тифлис (1-я доска, против Г. М. Каспаряна)                              | 1   | 0 | 1   | 1½ из 2          |                           |
| 1933        | Тифлис             | Турнир мастеров                                                                     |     |   |     |                  |                           |
| 1934        |                    | Турнир шахматистов Закавказья                                                       |     |   |     | 5½ из 14         | 6—7                       |
|             | Баку               | Открытый чемпионат Баку                                                             |     |   |     | 9 из 11          | 1                         |
|             | Тифлис             | Отборочный турнир к 9-му чемпионату СССР                                            |     |   |     | 8 из 13          | 2                         |
| 1934 / 1935 | Ленинград          | 9-й чемпионат СССР                                                                  | 7   | 6 | 6   | 10 из 19         | 9—12                      |
| 1935        | Баку               | Чемпионат Баку                                                                      |     |   |     | 8½ из 11         | 1                         |
| 1936        | Москва             | Полуфинал первенства ВЦСПС                                                          |     |   |     | 10 из 13         | 2                         |
|             | Москва             | Первенство ВЦСПС                                                                    | 5   | 4 | 9   | 9½ из 18         | 9—12                      |
| 1937        | Тбилиси            | 10-й чемпионат СССР                                                                 | 8   | 4 | 7   | 11½ из 19        | 4                         |
|             | Баку               | Первенство Баку                                                                     |     |   |     |                  |                           |
| 1938        | Баку               | Чемпионат Азербайджанской ССР                                                       |     |   |     | 11 из 13         | 1                         |
|             | Ленинград          | Полуфинал 11-го чемпионата СССР                                                     | 5   | 1 | 11  | 10½ из 17        | 3—5                       |
| 1939        | Ленинград — Москва | Международный турнир                                                                | 4   | 1 | 12  | 10 из 17         | 3—6                       |
|             | Ленинград          | 11-й чемпионат СССР                                                                 | 5   | 1 | 11  | 10½ из 17        | 4—5                       |
| 1940        | Москва             | 12-й чемпионат СССР                                                                 | 6   | 4 | 9   | 10½ из 19        | 7—9                       |
| 1941        | Тбилиси            | Чемпионат Грузинской ССР                                                            |     |   |     | 14½ из 19        | 2                         |
|             | Ростов-на-Дону     | Полуфинал 13-го чемпионата СССР                                                     | 3   | 1 | 1   | 3½ из 5          | [ 19 ]                    |
| 1942        | Баку               | Матч с С. М. Флором                                                                 |     |   |     | 7½ : 4½          |                           |
| 1943        | Баку               | Двухкруговой турнир с участием С. М. Флора                                          |     |   |     | 4½ из 8          | 2                         |
|             | Свердловск         | Турнир советских мастеров и гроссмейстеров                                          | 6   | 2 | 6   | 9 из 14          | 2                         |
| 1944        | Баку               | Полуфинал 13-го чемпионата СССР                                                     |     |   |     | 7½ из 11         | 2—3                       |
|             | Москва             | 13-й чемпионат СССР                                                                 | 6   | 4 | 6   | 9 из 16          | 5—6                       |
|             | Киев               | Первенство ЦС ДСО «Большевик»                                                       |     |   |     | 6 из 11          | 5—6                       |
| 1945        | Баку               | Полуфинал 14-го чемпионата СССР                                                     | 6   | 4 | 5   | 8½ из 15         | 6—8                       |
|             |                    | Радиоматч СССР — США (9-я доска, против А. Купчика)                                 | 1   | 0 | 1   | 1½ из 2          |                           |
| 1946        | Тбилиси            | Полуфинал 15-го чемпионата СССР                                                     | 6   | 2 | 9   | 10½ из 17        | 4—5                       |
| 1947        | Ленинград          | 15-й чемпионат СССР                                                                 | 3   | 4 | 12  | 9 из 19          | 10—12                     |
|             | Пярну              | Турнир советских шахматистов                                                        | 2   | 5 | 6   | 5 из 13          | 11                        |
|             |                    | Чемпионат Азербайджана                                                              |     |   |     | 15 из 15         | 1                         |
| 1948        |                    | Чемпионат Азербайджана                                                              |     |   |     | 15 из 15         | 1                         |
|             |                    | Чемпионат Закавказья                                                                |     |   |     | 10 из 12         | 1                         |
|             | Баку               | Чемпионат Баку                                                                      |     |   |     | 10 из 12         | 1                         |
| 1949        | Тбилиси            | Полуфинал 17-го чемпионата СССР                                                     | 5   | 4 | 7   | 8½ из 16         | 6—9                       |
|             |                    | Чемпионат Азербайджана                                                              |     |   |     | 13 из 15         | 1                         |
|             | Одесса             | Первенство ЦС ДСО «Большевик»                                                       |     |   |     | 12 из 17         | 3—4                       |
| 1951        |                    | Чемпионат Азербайджана                                                              |     |   |     | 13 из 15         | 1                         |
|             | Баку               | Полуфинал 19-го чемпионата СССР                                                     |     |   |     | 10½ из 15        | 7                         |
|             | Баку               | Полуфинал командного первенства СССР                                                |     |   |     |                  |                           |
|             | Тбилиси            | Командный чемпионат СССР (сборная Азербайджанской ССР, 1-я доска)                   |     |   |     | 3 из 5           |                           |
| 1952        |                    | Полуфинал 20-го чемпионата СССР                                                     |     |   |     | 9½ из 19         | 4—6                       |
|             |                    | Чемпионат Азербайджана                                                              |     |   |     | 11½ из 13        | 1                         |
| 1956        | Москва             | Финал 1-го Всесоюзного массового турнира                                            |     |   |     | 8 из 11          | 2—5                       |
| 1959        | Москва             | II Спартакиада народов СССР (сборная Азербайджанской ССР, 3-я доска)                |     |   |     | 4½ из 7          |                           |
| 1960        | Москва             | Командный чемпионат СССР (сборная Азербайджанской ССР, 3-я доска)                   |     |   |     | 2 из 8           |                           |
| 1962        | Алма-Ата           | Командный чемпионат СССР (группа Б; сборная Азербайджанской ССР, 3-я доска)         |     |   |     | 5½ из 8          | 1 на доске, команда — 1-я |
| 1963        | Кишинёв            | Первенство вооружённых сил СССР                                                     |     |   |     | 11 из 15         | 1                         |
|             | Москва             | III Спартакиада народов СССР                                                        |     |   |     |                  |                           |
| 1975        | Баку               | Международный турнир                                                                |     |   |     | 6½ из 13         | 7—8                       |